# ヴァレンティン・セローフ
ヴァレンティン・アレクサンドロヴィチ・セローフ（ロシア語: Валенти́н Алекса́ндрович Серо́в, 1865年1月19日 - 1911年12月5日）は、ロシアの画家であり、この時代における主要な肖像芸術家の一人。「ヴァレンティン」は、「ワレンチン」とも表記される。

## 生涯

### 生い立ち
ロシアの作曲家アレクサンドル・セローフとその妻でドイツ系ユダヤ人の作曲家 ヴァレンチナ・セミョノーヴナ・セーロヴァの息子としてサンクトペテルブルクで誕生した。少年時代にパリやモスクワでイリヤ・レーピンのもとに、そしてまた帝国美術アカデミー(1880年から1885年まで）でパヴェル・チスチャコフのもとに学んだ。
セローフの初期創造性はレーピンの写実主義やチスチャコフの厳格な教育学的方式らに端を発している。セローフが受けた更なる影響に、ロシアや西ヨーロッパの美術館で鑑賞した巨匠の歴史的名画、ミハイル・ヴルーベリや後にコンスタンチン・コローヴィンらとの親交を、そして有地アブラムツェヴォが持つ創造的な雰囲気の中などにおいてその密接な関連性を示した。

### 肖像と立身

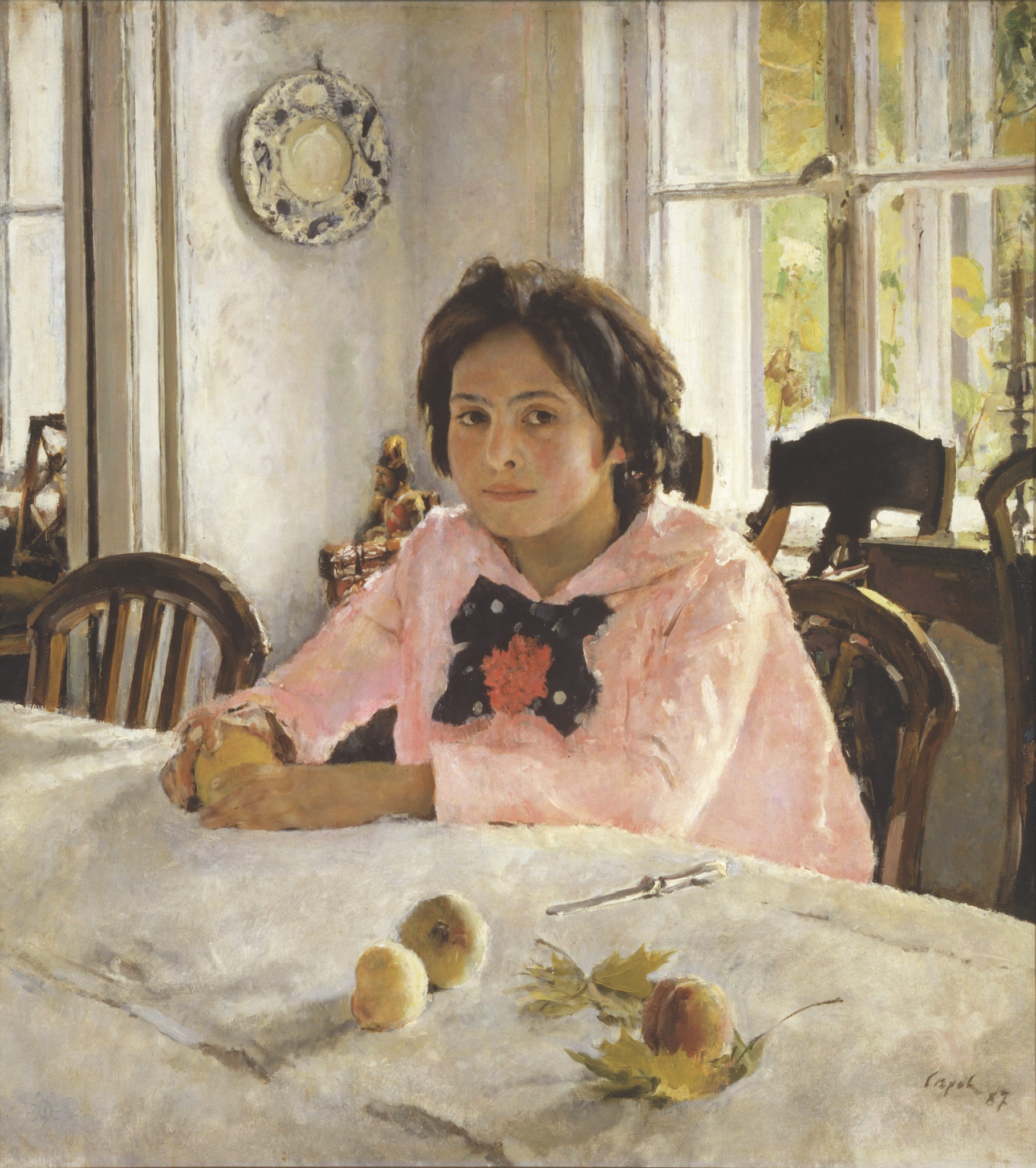
『桃を持った少女』(1887年)はロシア印象派の幕開け

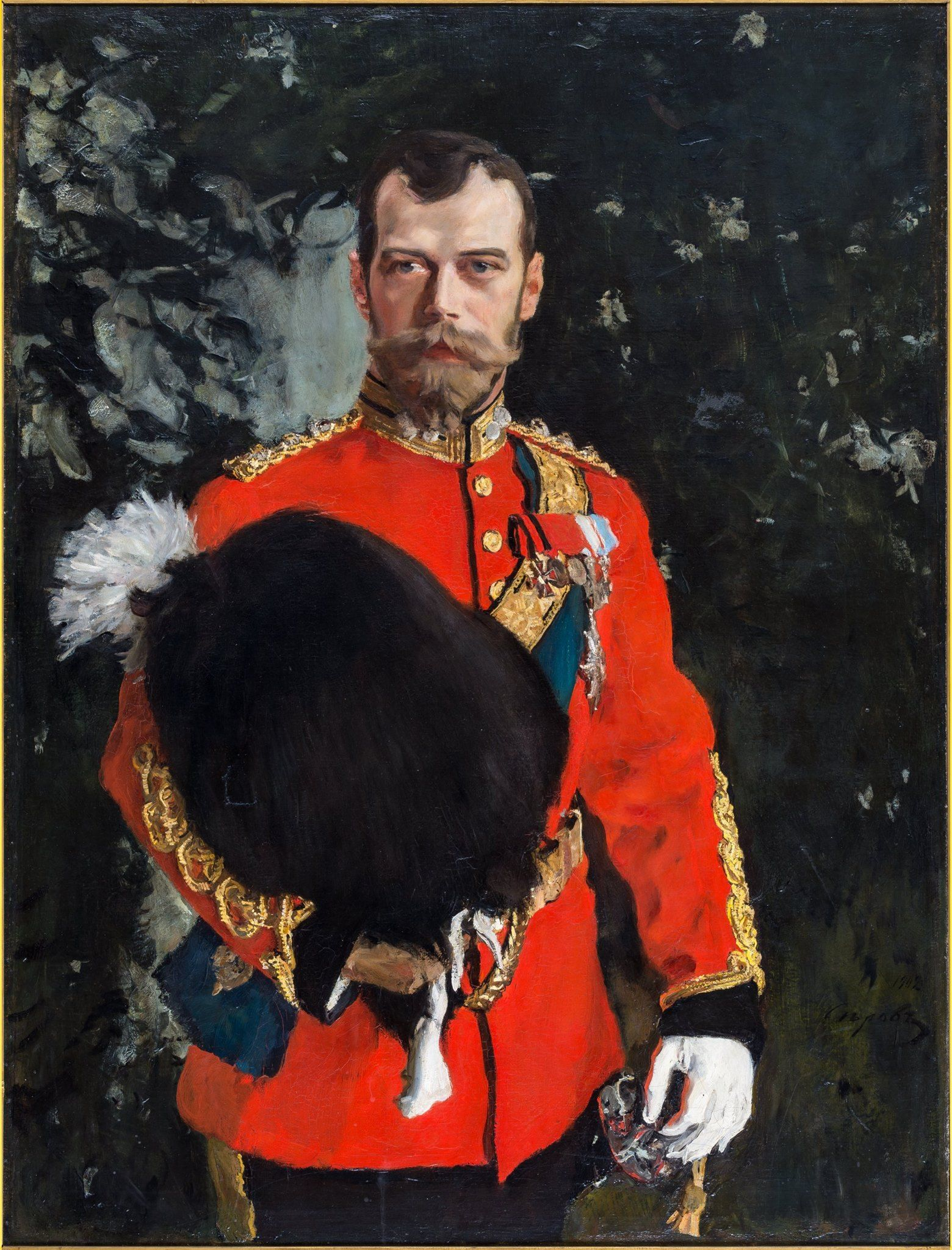
ニコライ二世

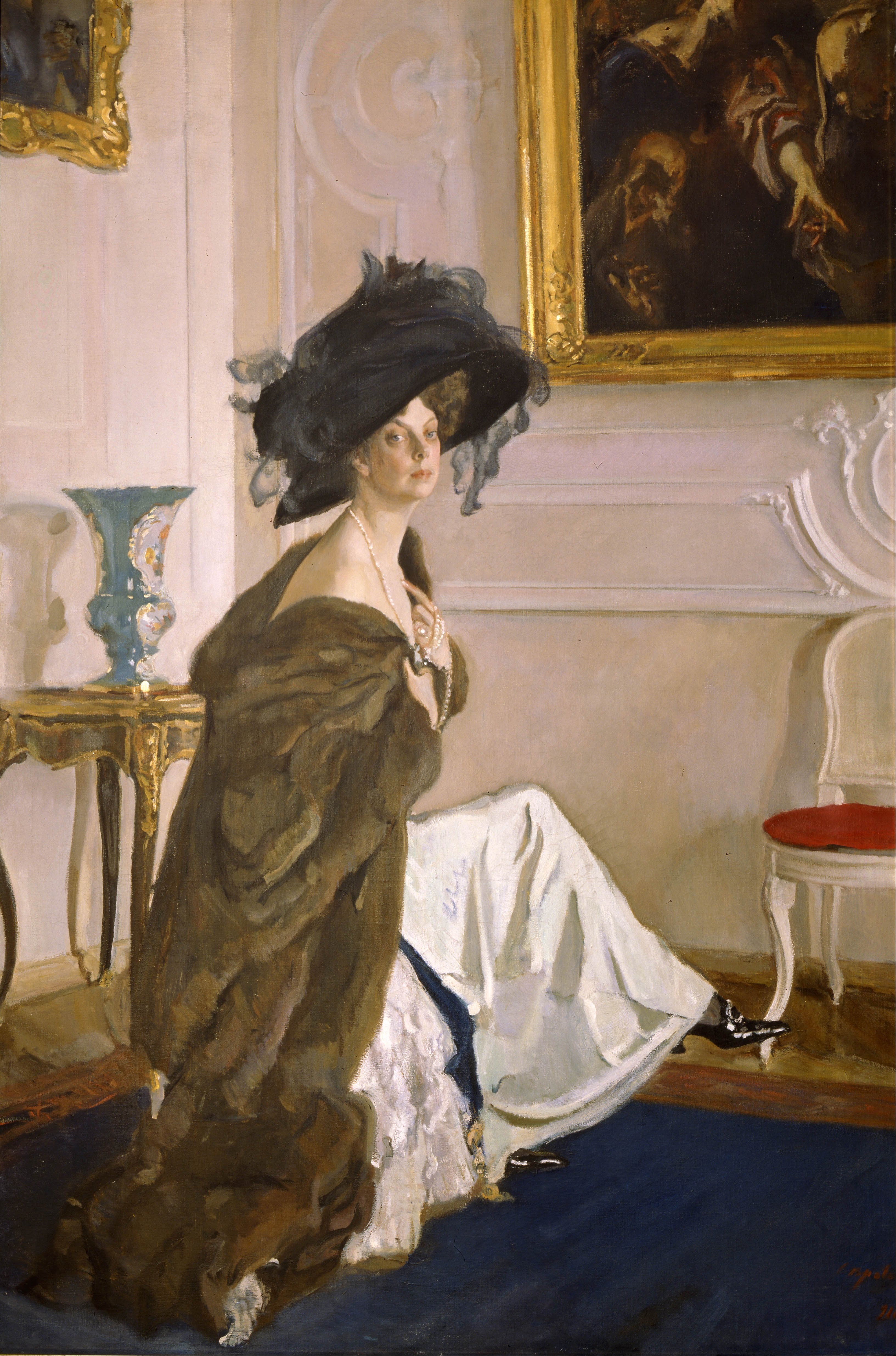
公女オリガ・オルロヴァ

ともにトレチャコフ美術館に所蔵されている「桃を持った少女」(1887年)、「陽光を浴びる少女」(1888年)はセローフの初期最高傑作である。これら絵画は、自然やモデルにおいて無理のない自然さに焦点を絞った。光や色とりどりの展開、複雑に反照した調和、おもむきある彩色感覚にして、あざやかで生き生きしている。これらは初期ロシア印象派の特徴を示している。　
1890年以降、肖像はセローフの基本的なジャンルとなった。セローフの初期様式の中心は鋭く心理的要点をついた絵画であった。セローフがお気に入りだったモデルらは俳優、芸術家、作家等である。 (コンスタンチン・コローヴィン, 1891年, イサーク・レヴィタン, 1893年, ニコライ・レスコフ, 1894年, ニコライ・リムスキー＝コルサコフ, 1898年, - すべてトレチャコフ美術館に所蔵)　初期の1880年代は多染性の色鮮やかな画風を控えめに、多くの場合、灰色、黒または茶色の色合いを最も有力に好んだ。印象派的特徴は、肖像の複合的構造で時々にして現れた。同時代のジョン・シンガー・サージェントとアンデシュ・ソーンの作品のように、印象派は教条的では無いが、近代的理論としてフランス・ハルスやディエゴ・ベラスケスの研究から多くを導き出した。セローフは幅広い人気を受け、1894年に移動展覧会協会に参加、そしてまた、大公パーヴェル・アレクサンドロヴィチ(1897年、トレチャコフ美術館)、 S.M.ボトキン (1899年)、F.F.ユスポヴァ(1903年)、公女オリガ・オルロヴァ(これらはサンクトペテルブルクにあるロシア美術館所蔵）らといった数々の重要な注文を受けて肖像画を描いた。構成的な上手さ、威厳ある態度に表現力を富んだその出来映え、装飾的に一貫した色の組み合わせと相まった線状律動的図面を表した。同時に、彼は対照的な方向に展開、主に子供や女性の、心にしみいるような、親しみやすい室内肖像画を頻繁に描いた。子供における誠実なる純粋さと内的動きを際立たせた自然なポーズや意志表示を表現している。(子供達, 1899年, ロシア美術館; ミカ・モロゾフ, 1901年, トレチャコフ美術館)　水彩、パステル、リトグラフなどしきりに様々なグラフィック技法を用いた。特に晩年期の間、肖像画内における形象は徐々に、より多く洗練された無駄がないグラフィックになった(ヴァシリー・カチャーロフ, 1908年, タマーラ・カルサヴィナ, 1909年; イヴァン・クルィロフの寓話より数多くの絵姿, 1895年–1911年)。 1890年から1900年にかけて、芸術的方向は風流へと転回、田舎を題材にした数多くの風景図を描いた。

### 後半期
1887年にセローフはオリガ・トルゥフニコバと結婚した。妻と子供は作品の多くで対象となった。注目すべきことに、絵画「子供たち」は彼の息子ユーラとサーシャであった。

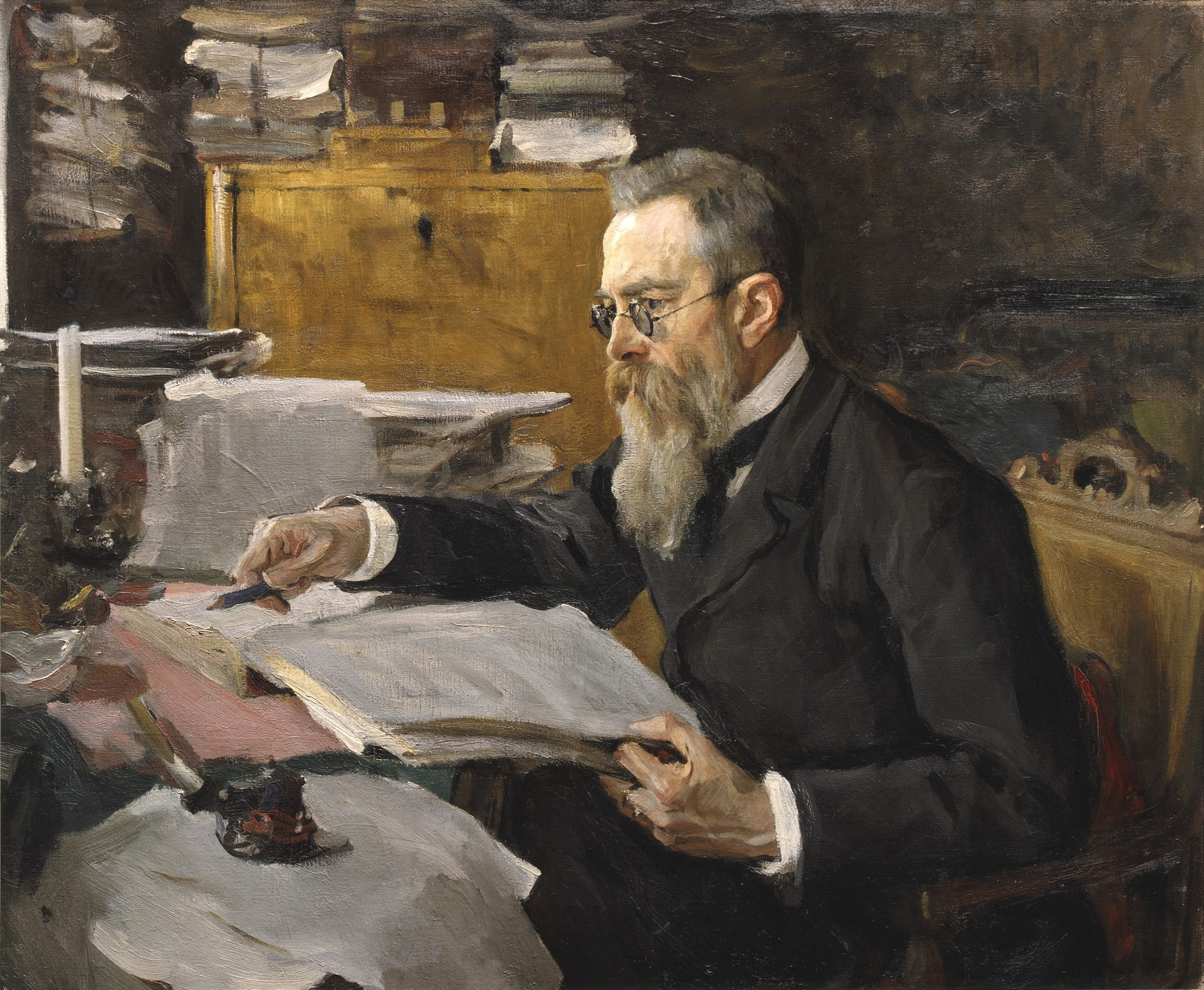
ニコライ・リムスキー＝コルサコフ 1898年作

1900年代始めの晩期、セローフは巡回運動にわずかに不満であった。そして影響力あるロシアの芸術団体で美術雑誌芸術世界のメンバーであった。20世紀の始め、セローフは様式的転換点にあった。印象派主義的な特徴は彼の作品から姿を消し、モダニズム的様式を展開したが、彼の主題における天性の誠実さと現実的包容力は不変であった。20世紀はじめのセローフは英雄的な肖像画を描いていた。ファッショナブルな肖像画の中に作家、俳優、音楽家等の芸術家の表情豊かな描写に焦点を当てた。(マキシム・ゴーリキーの肖像画(1904年)はモスクワのA.M.ゴーリキー博物館に所蔵、マリヤ・イェロモロヴァ(1905年) 、フョードル・シャリアピン(1905年)は共にトレチャコフ美術館に所蔵されている)
セローフの民主的な信念は1905年から1907年までの革命の際に明確に示され、風刺的な絵の数々を描いた。1903年以来、帝国美術アカデミー正会員の彼は1月9日の血の日曜日に対する抗議の意思表示として1905年に辞任した。彼は晩期、歴史的絵画において創造性を表現し、(狩猟に出発するピョートル2世と皇后エリザヴェータ・ペトロヴナ, 1900年, ロシア美術館)、そしてまた画期的な出来事を歴史的持続性でもって網羅し、その深みを示した。(ピョートル1世, ディステンパー, 1907年, トレチャコフ美術館)
生涯最後の年、古典的神話の主題による作品が目立つ。古代の伝統からの像に対応しつつ、個人的解釈で古典的な題材をそなえもった。
バレンティンは1911年12月5日にモスクワで亡くなり、ノヴォデヴィチ墓地に埋葬された。

## レガシー
セローフの傑作品らはロシア写実主義における最高峰の一つ。1897年から1909年までモスクワ美術学校で教え、彼の教え子にはパーヴェル・クズネツォフ、ニコライ・サプノフ、マルティロス・サリアン、クジマ・ペトロフ＝ヴォートキン、N.P.ウリヤーノフ、コンスタンチン・ユオン等。
1978年にソ連の天文学者リュドミーラ・ジュラヴリョーワによって発見された小惑星3547 セローフは彼の名にちなむものである。

## 主な作品

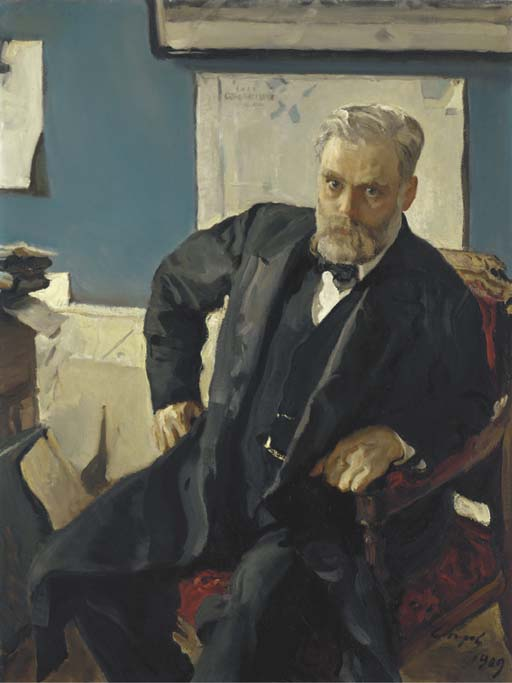
エマニュエル・ノーベル, 1881年
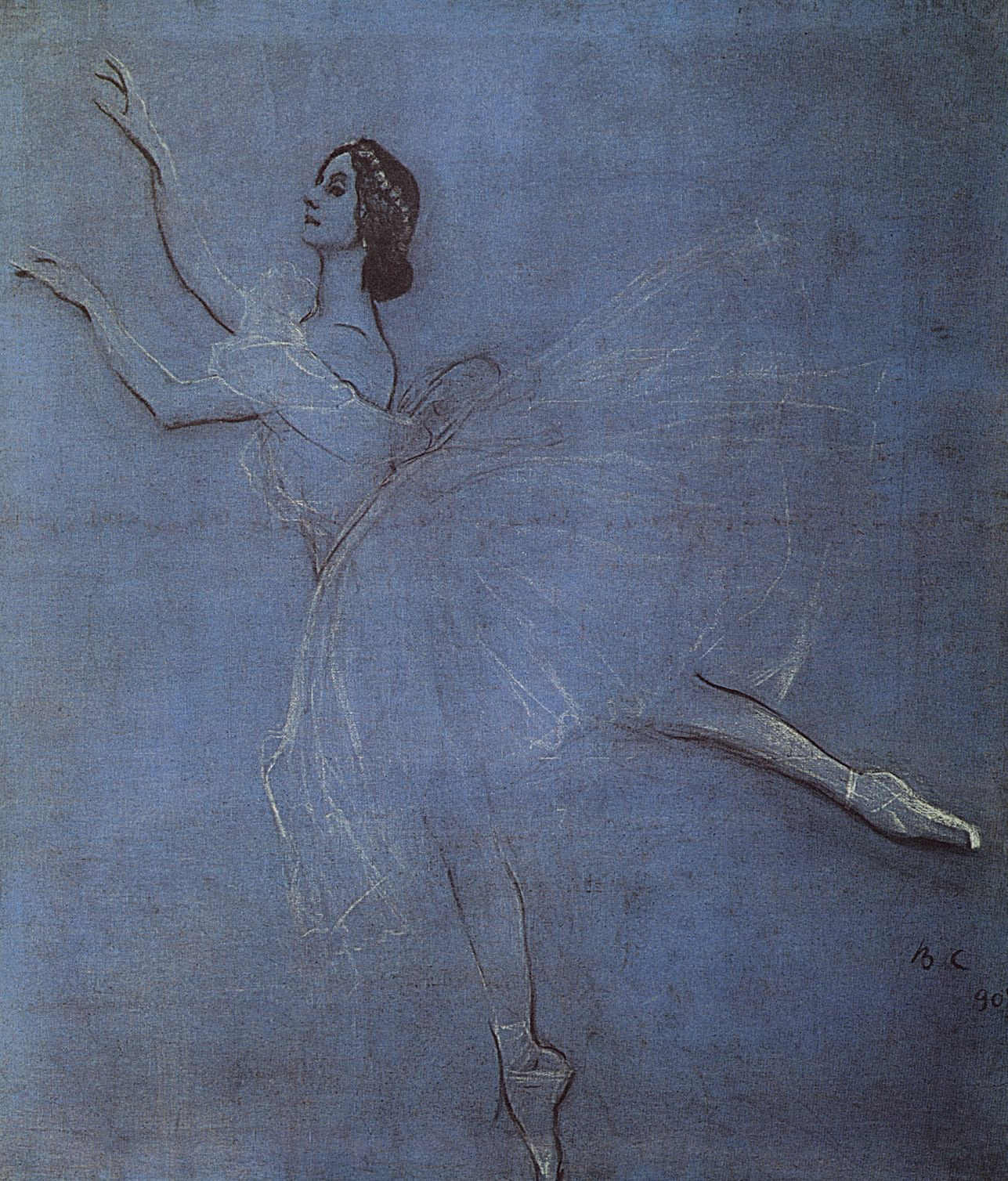
アンナ・パヴロワ, 1909年
イサーク・レヴィタン 1893年
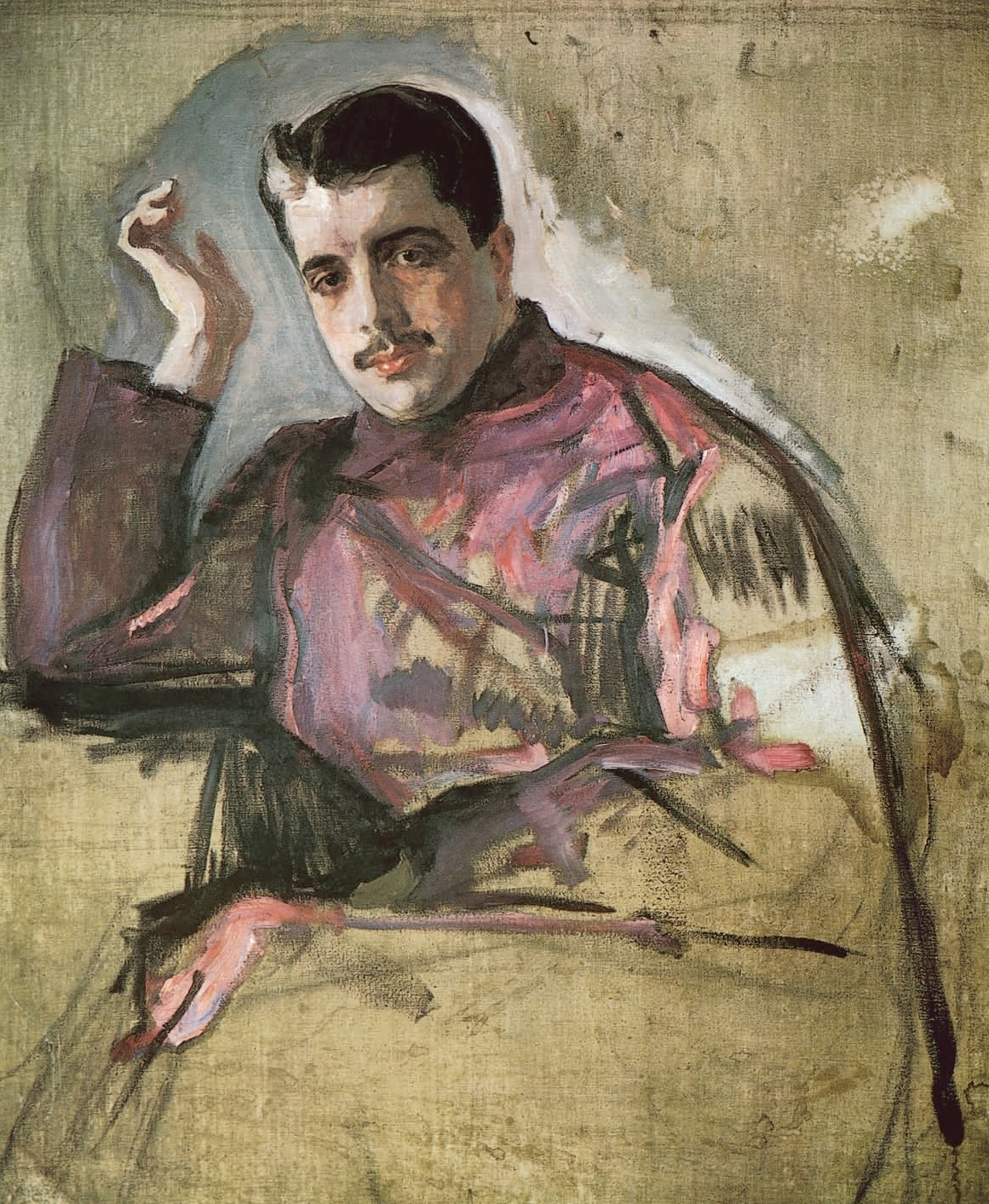
セルゲイ・ディアギレフ 1909年
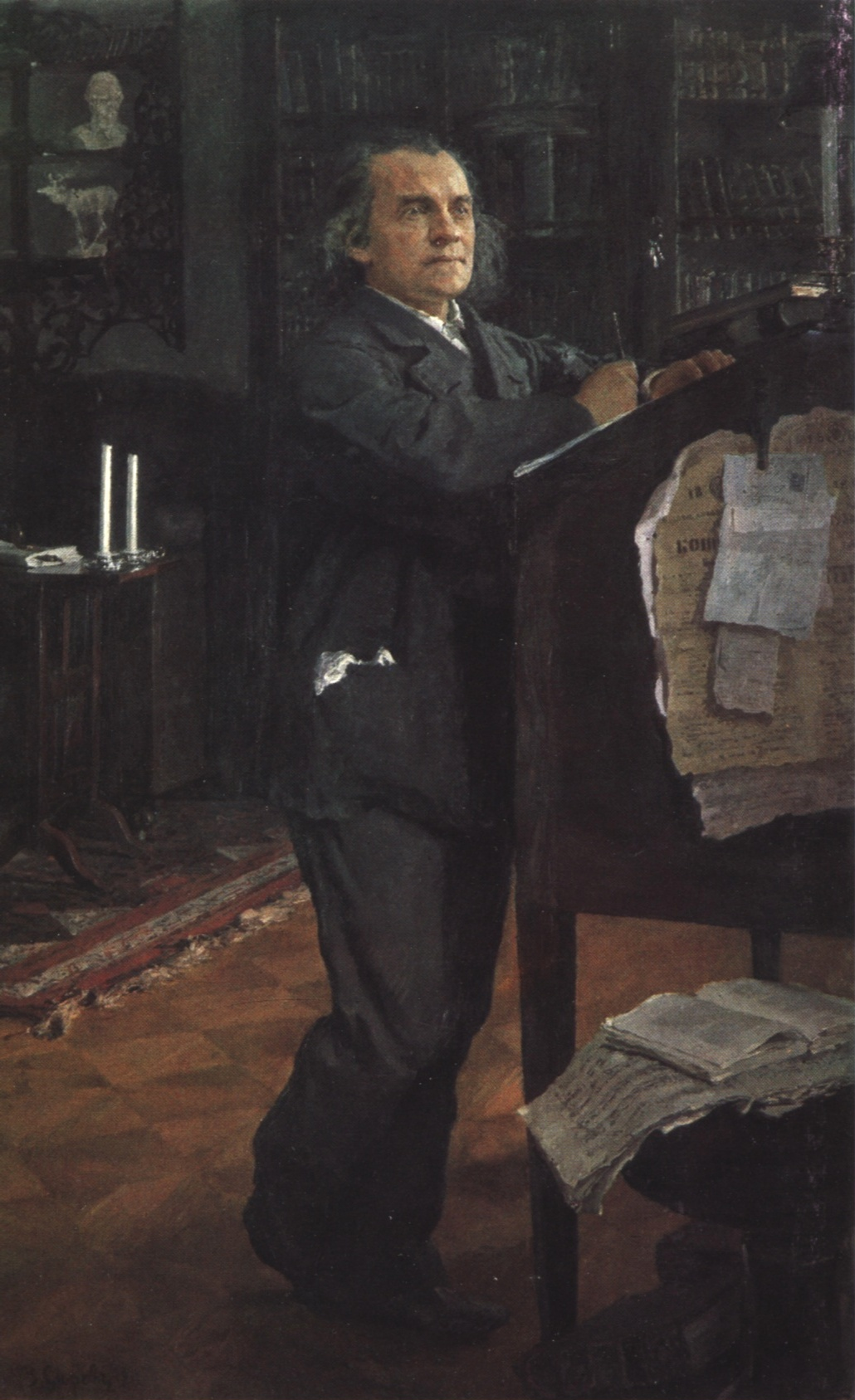
アレクサンドル・セローフ, 1887–1888年
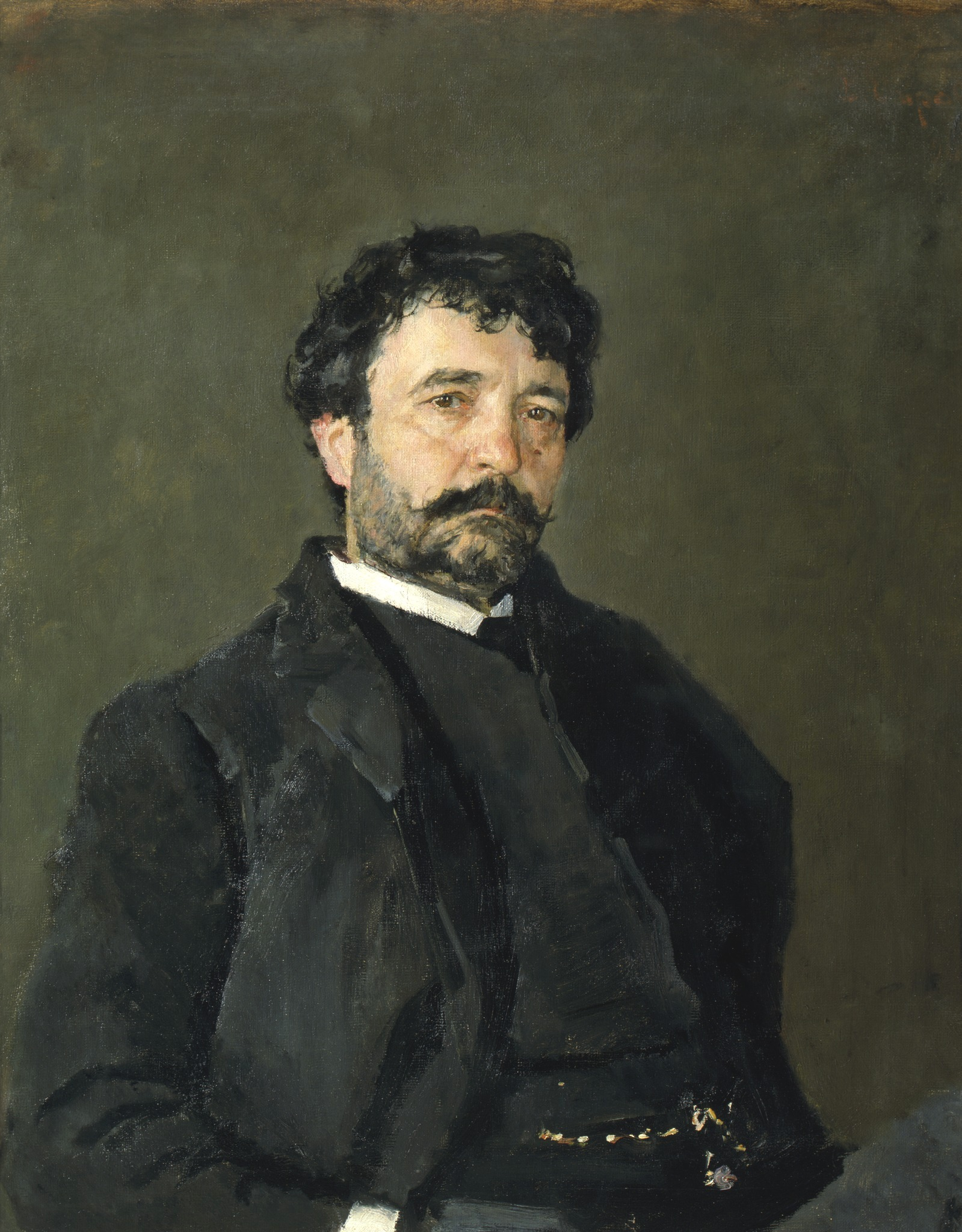
アンジェロ・マシニ 1890年
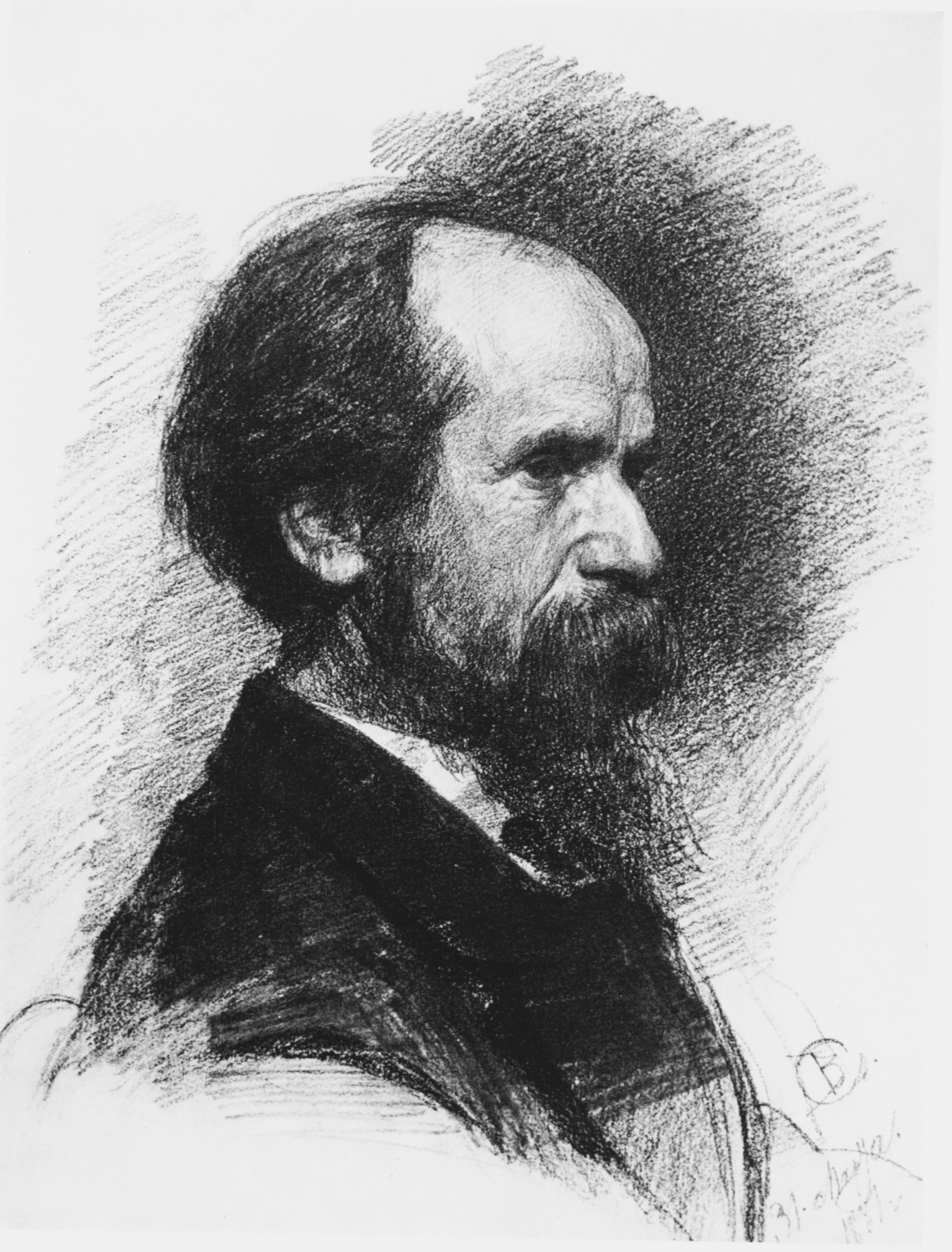
パーヴェル・チスチャコフ, 1881年
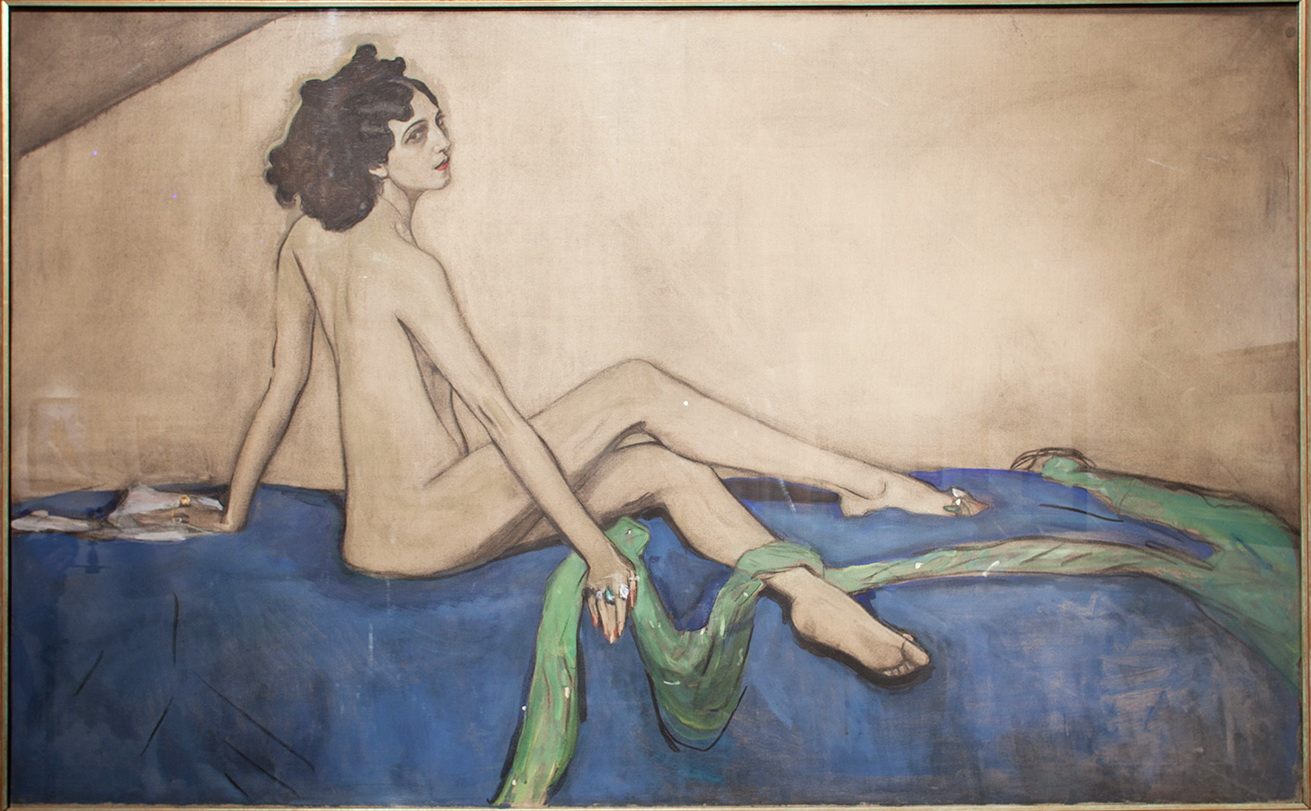
イダ・ルビンシュタイン 1910年
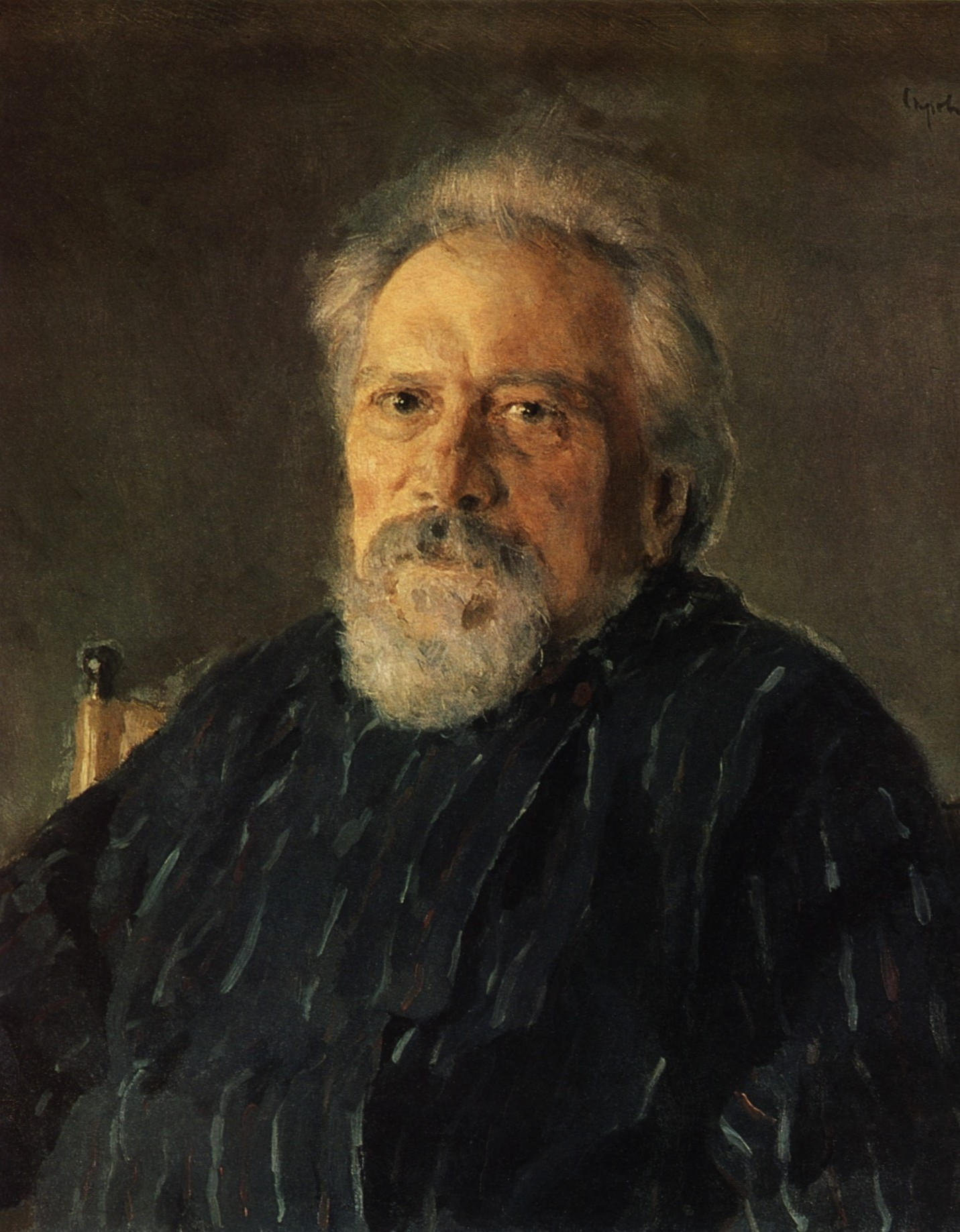
ニコライ・レスコフ, 1894年
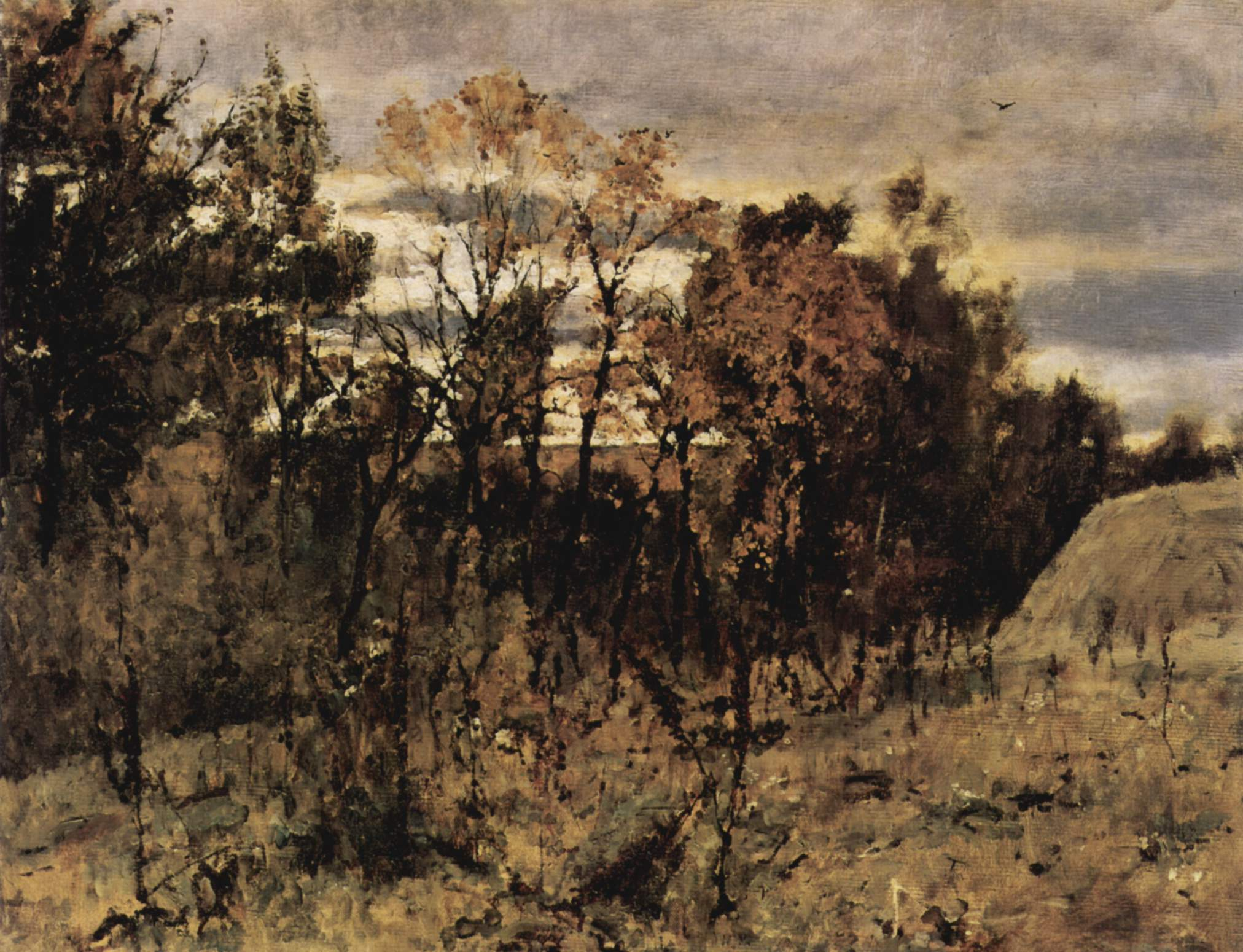
ドモトカノホ, 1886年
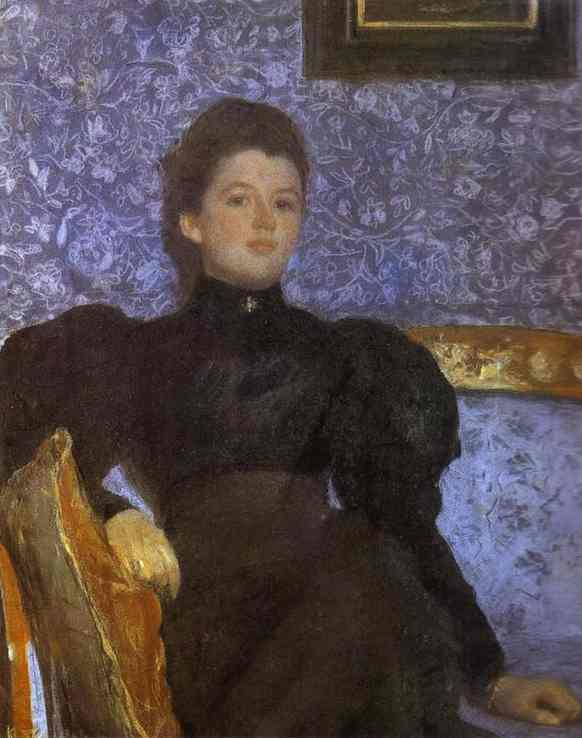
ヴァルヴァラ・ムシナ＝プーシキナ, 1895年
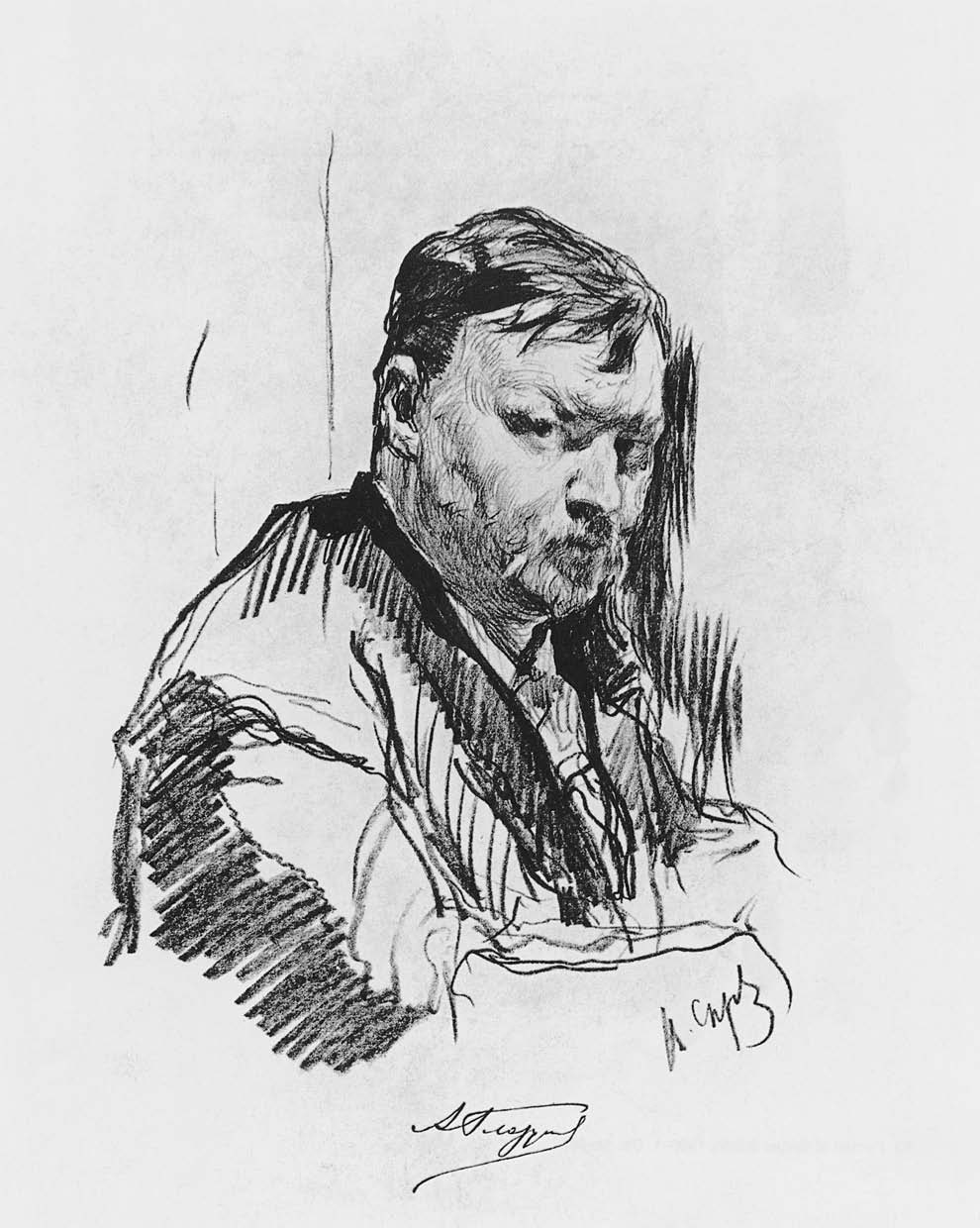
アレクサンドル・グラズノフ 1899年
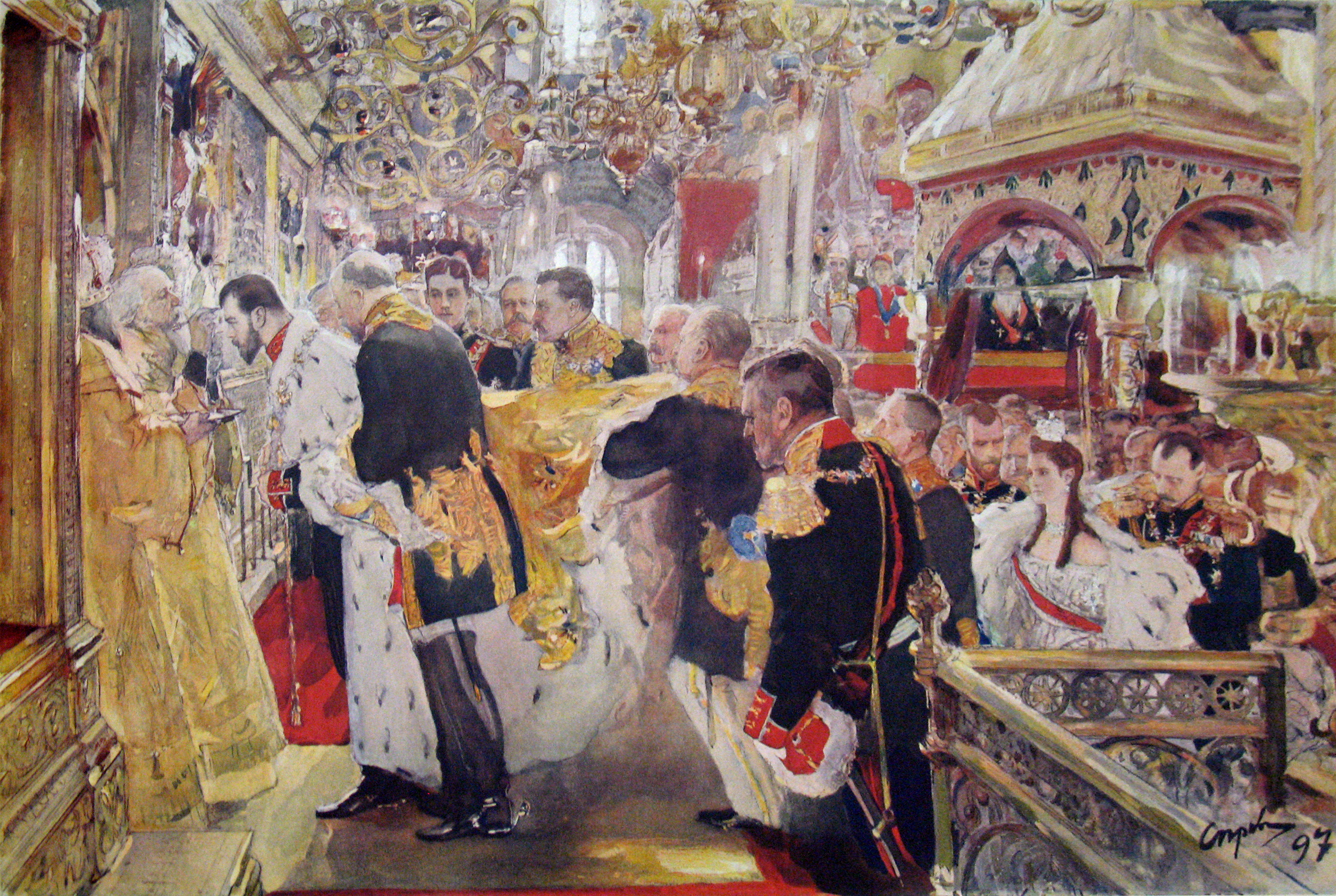
ニコライ二世の載冠式 1896年
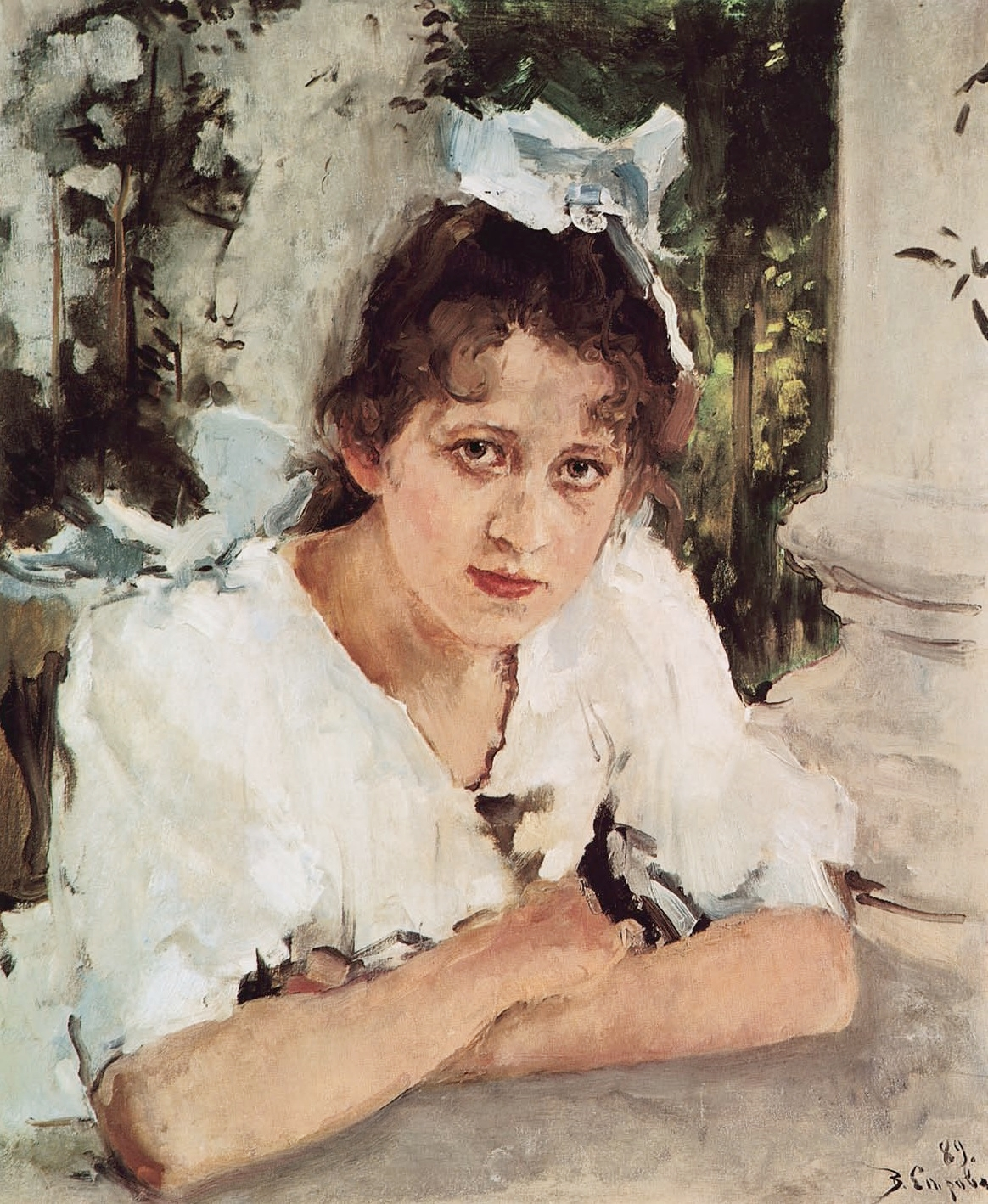
プラスコフヤ・マモトヴァ 1889年
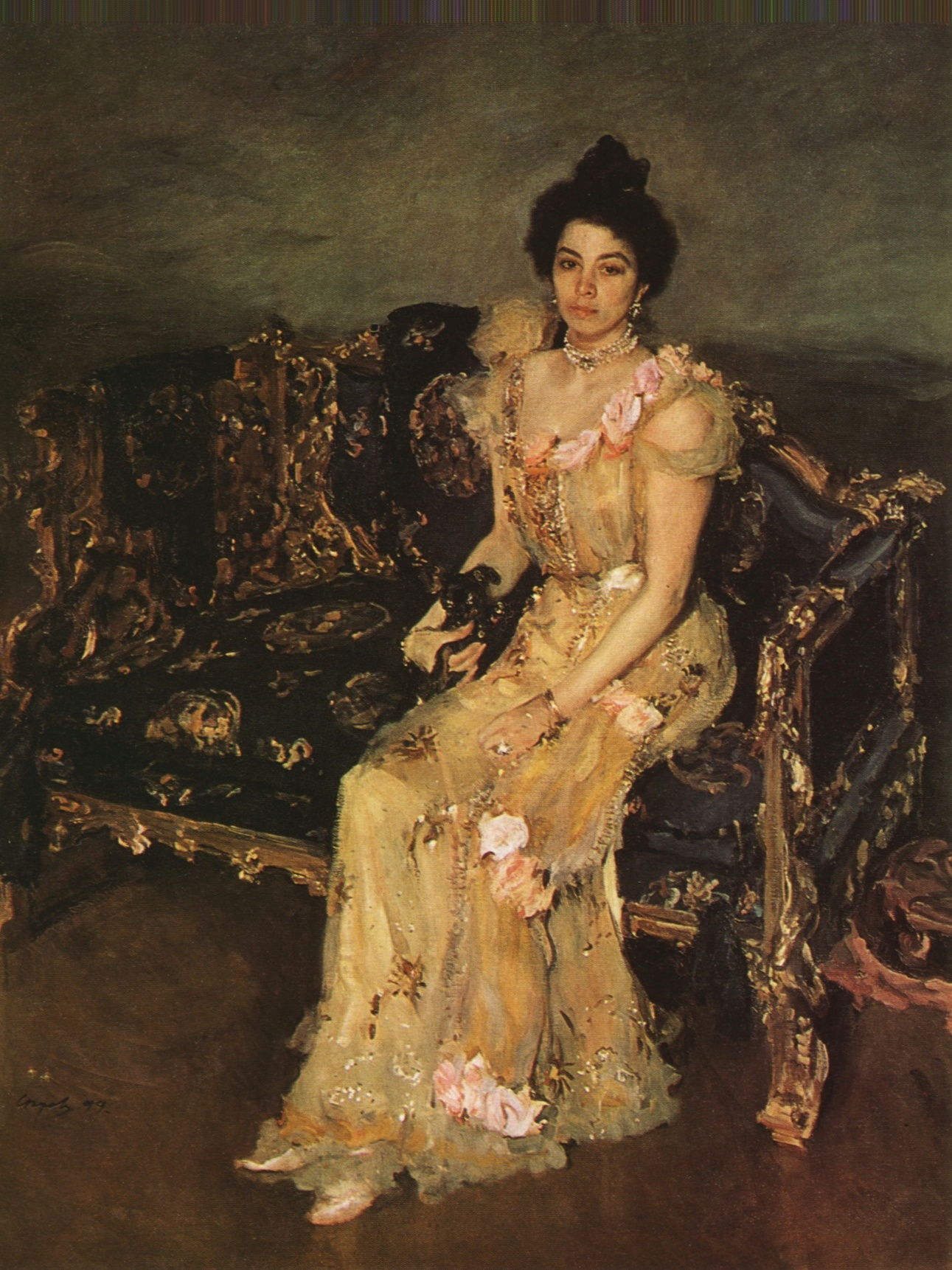
ソフィア・ボトキーナ, 1899年
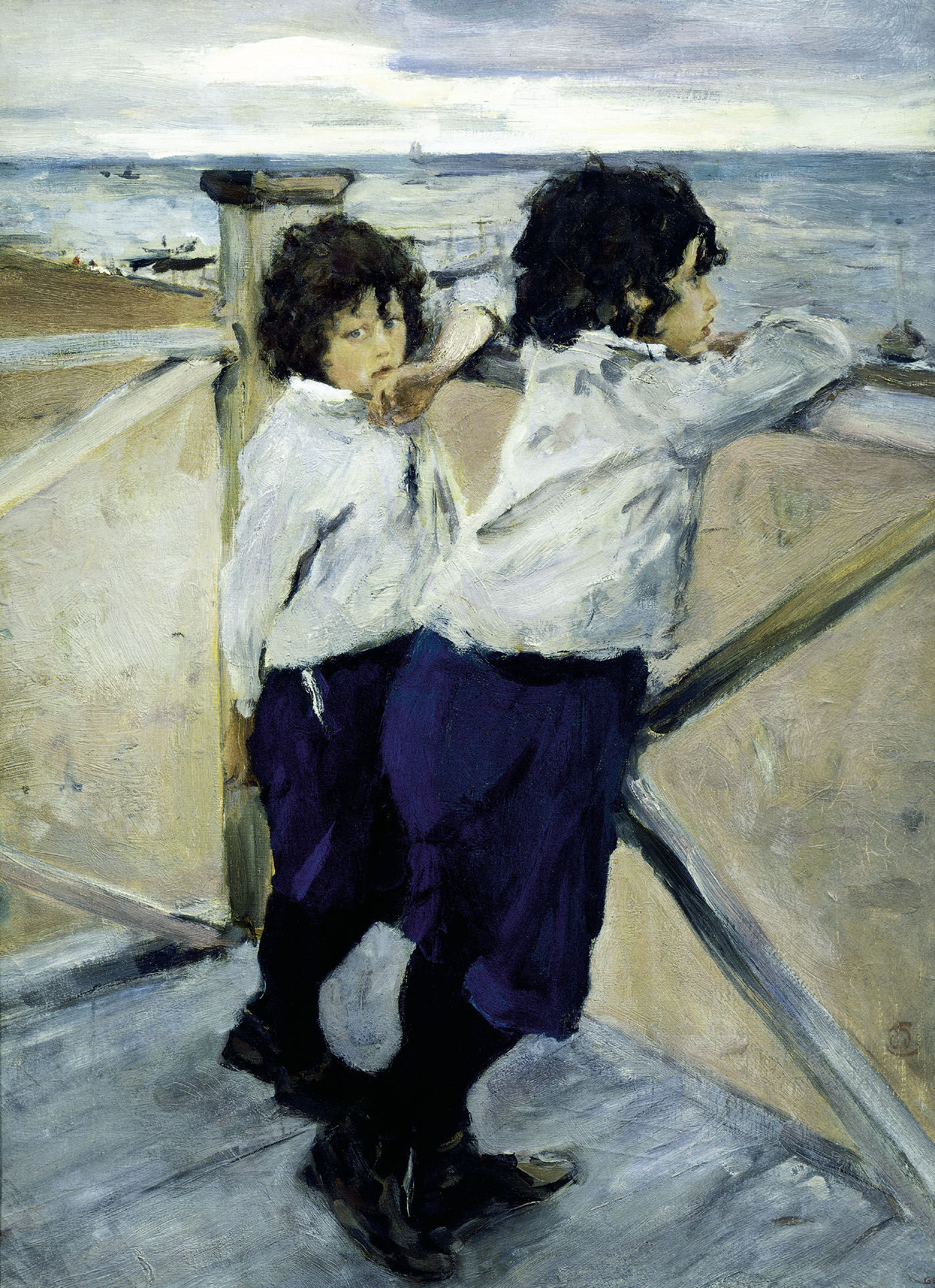
子供達, 1899年
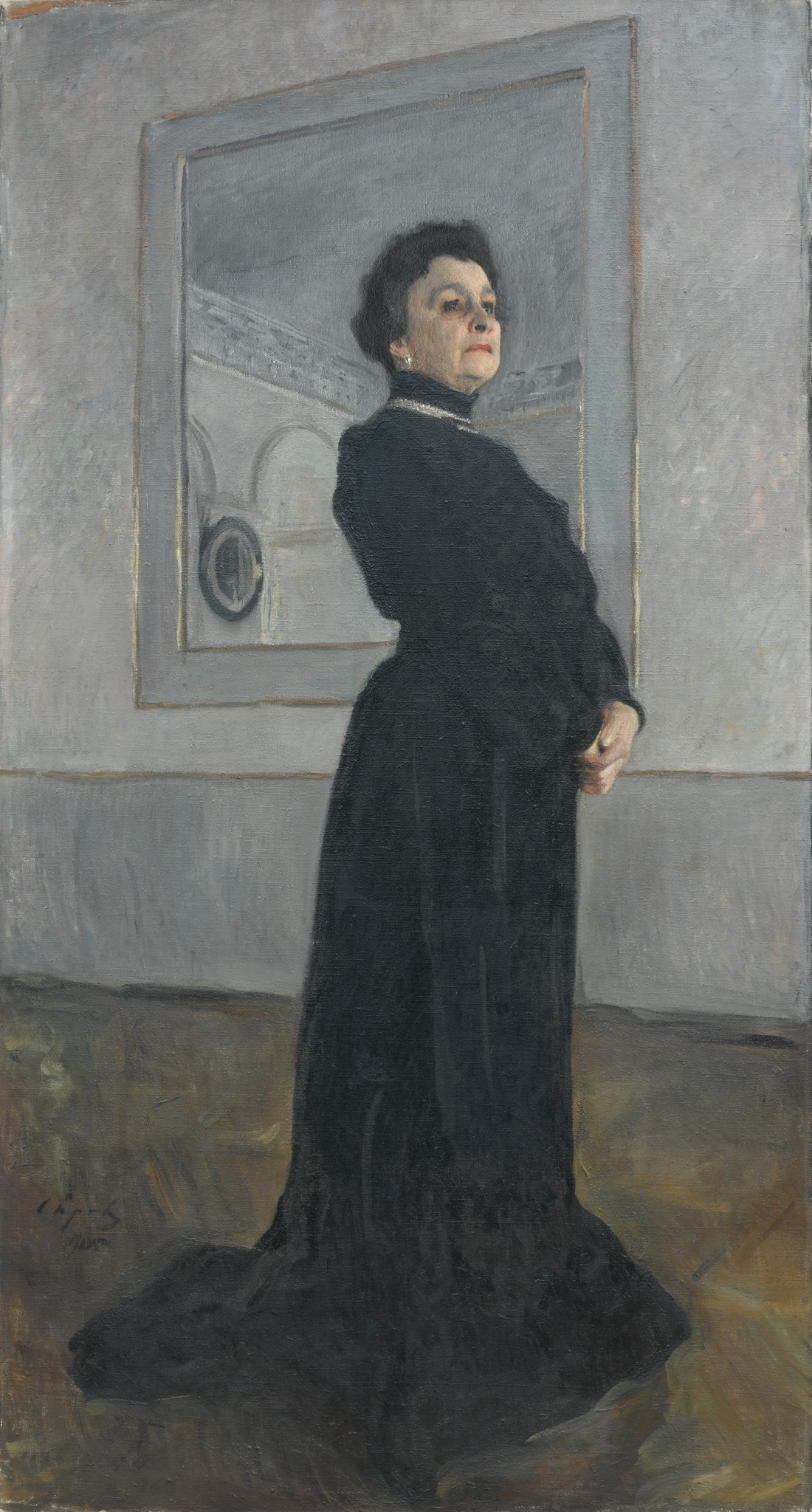
マリヤ・イェロモロヴァ 1905年
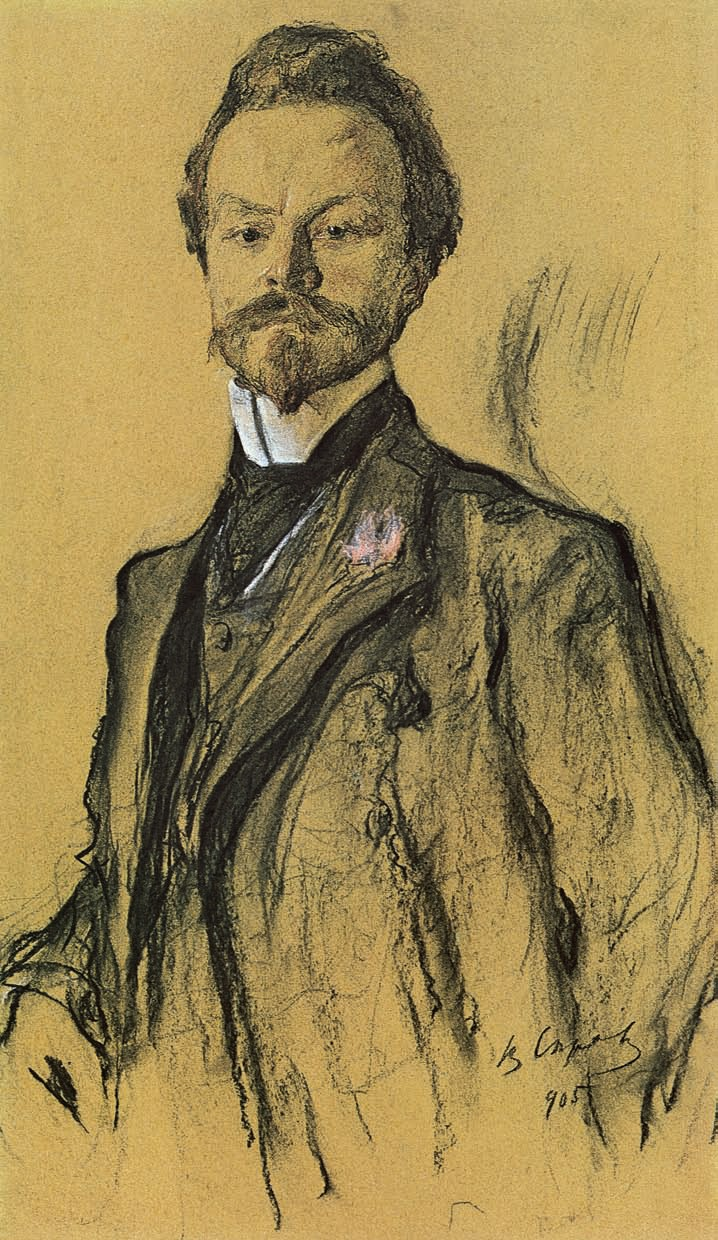
コンスタンチン・バリモント. 1905年
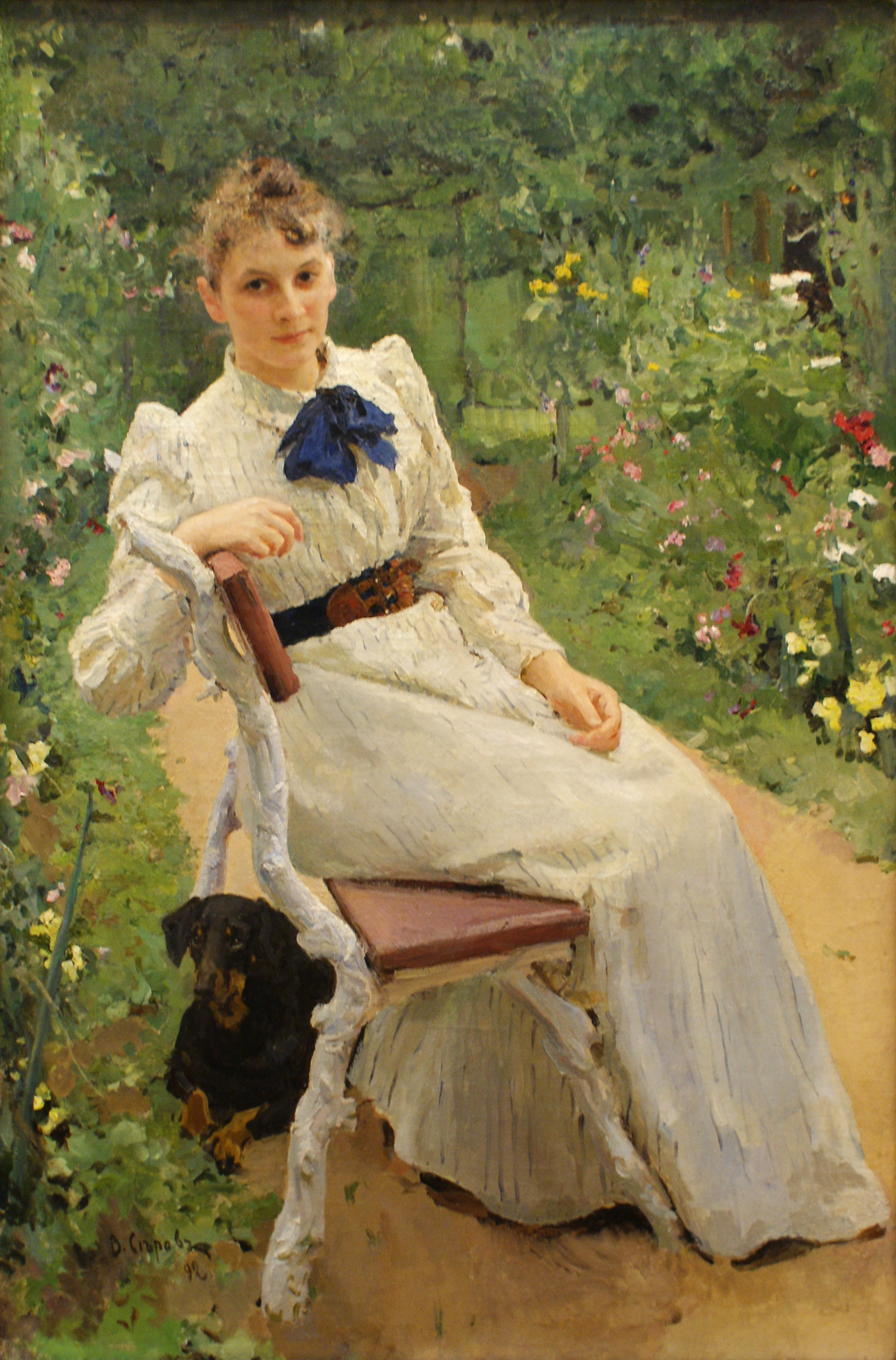
オリガ・タマラ 1892年
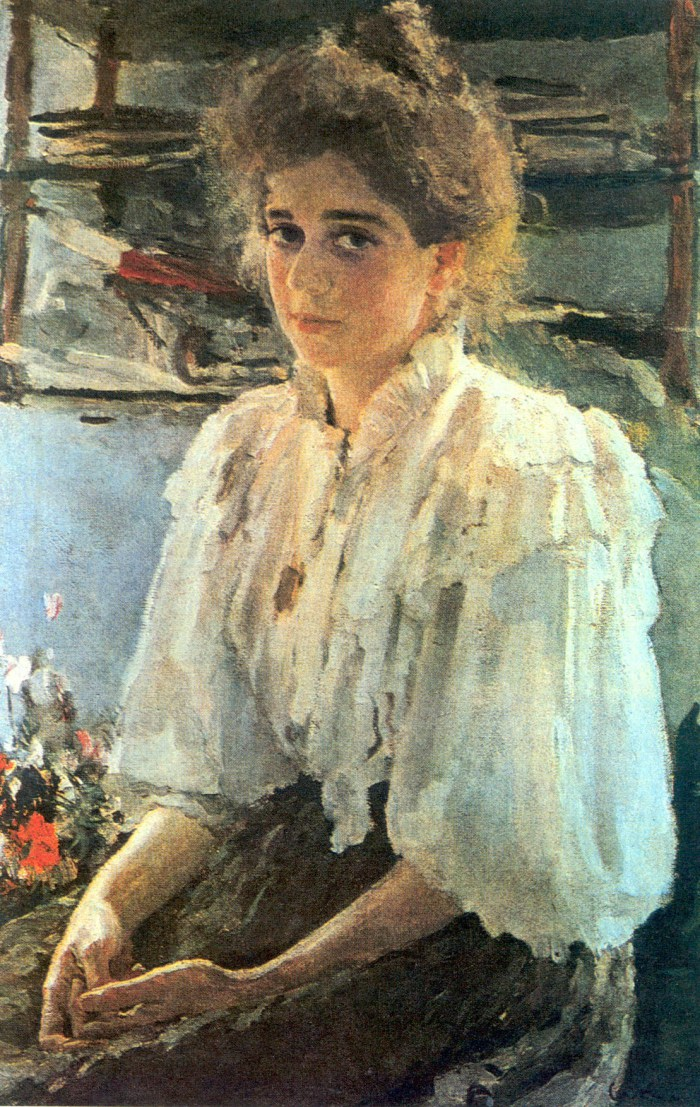
マリヤ・ルヴォヴァ. 1895年
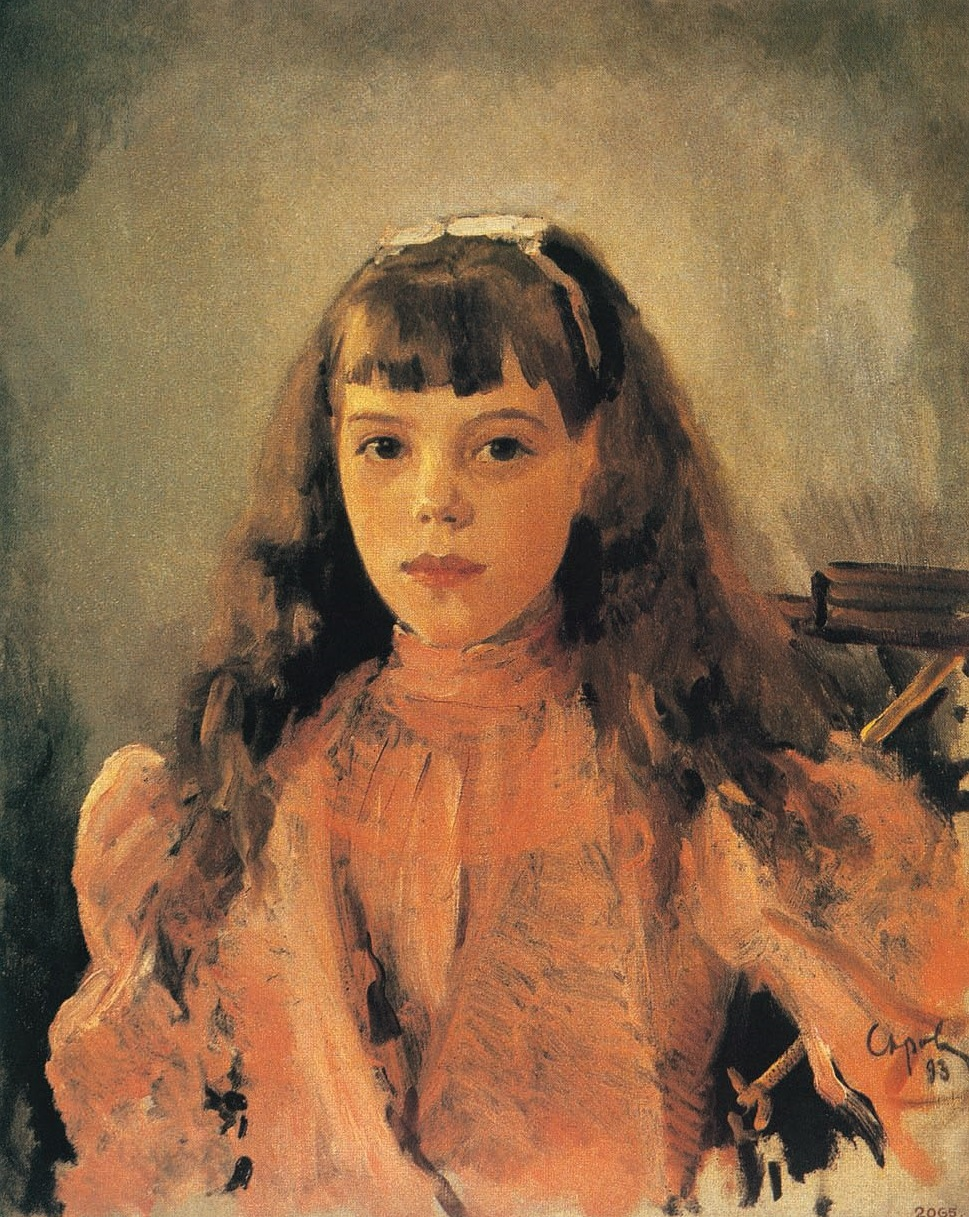
オリガ・アレクサンドロヴナ 1893年
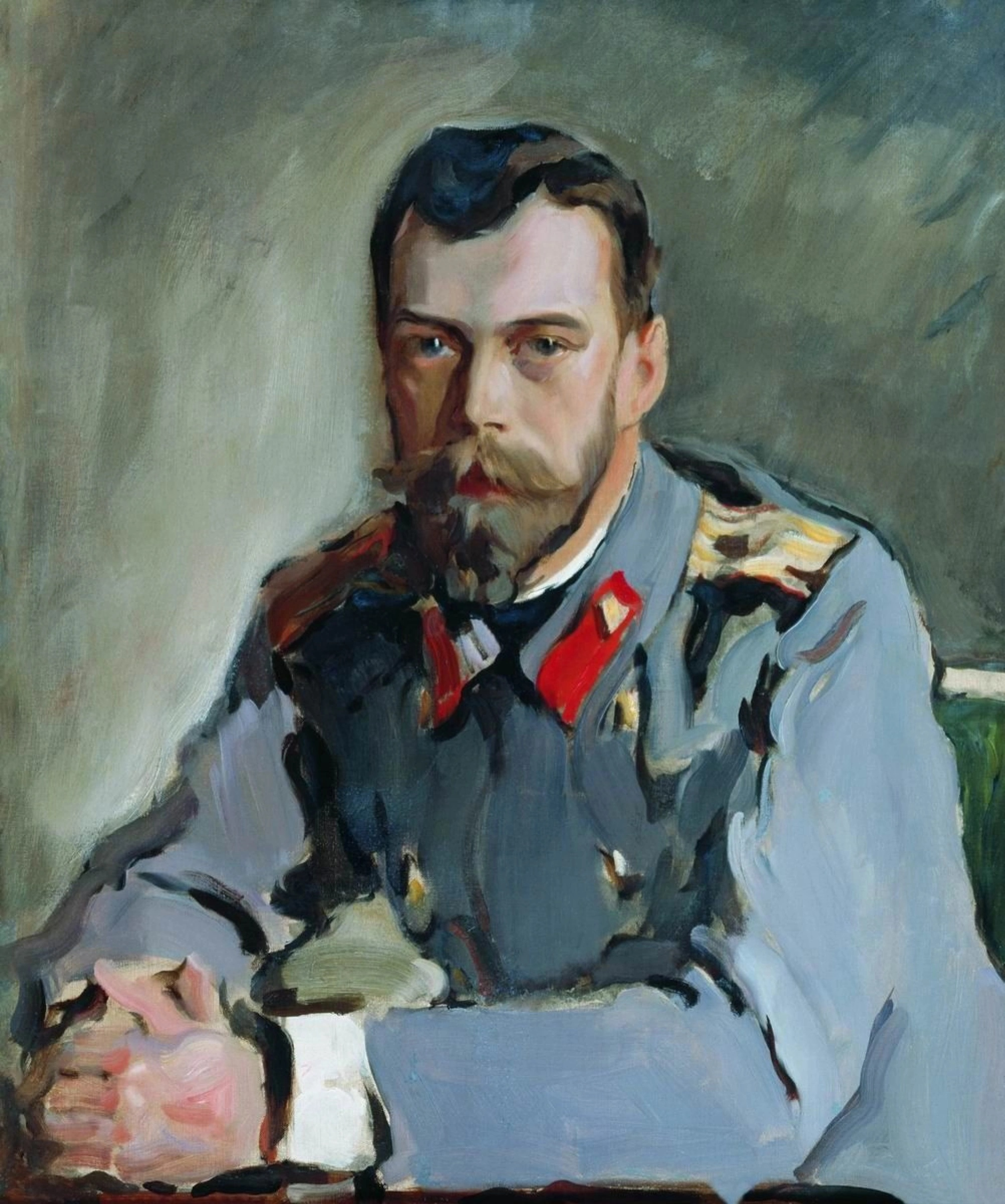
ニコライ二世
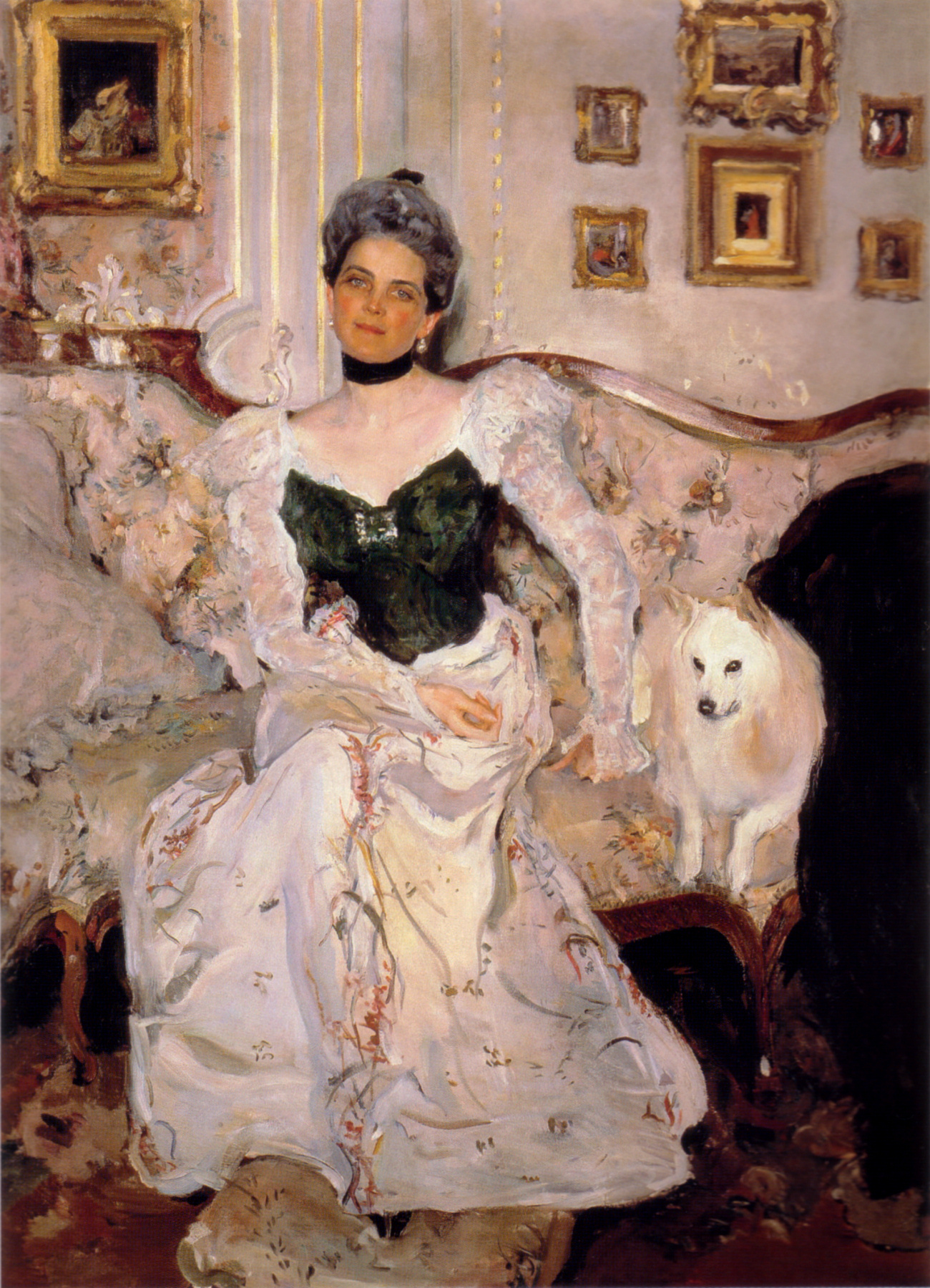
ジナイダ・ユスポヴァ 1910年
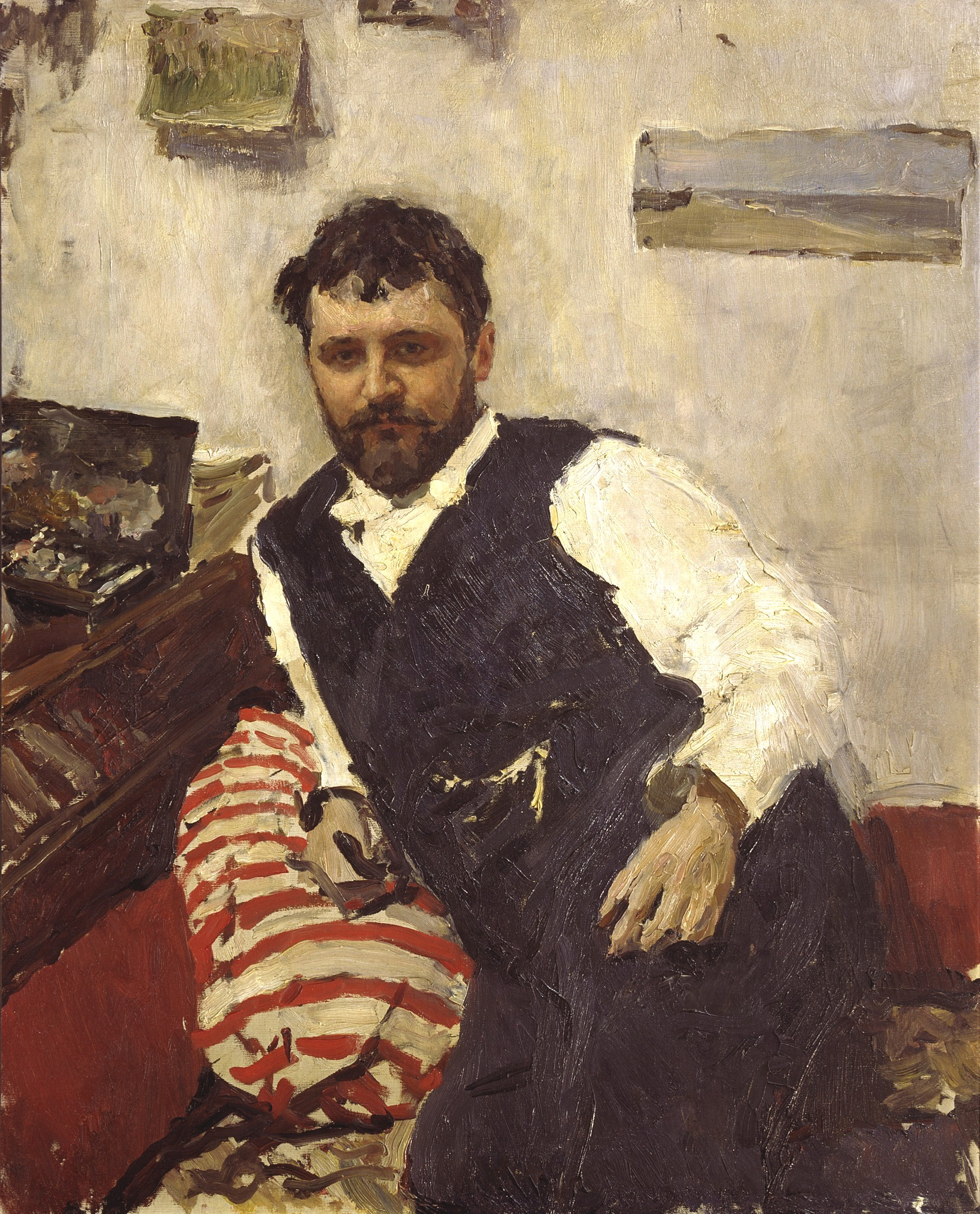
コンスタンチン・コローヴィン, 1891年
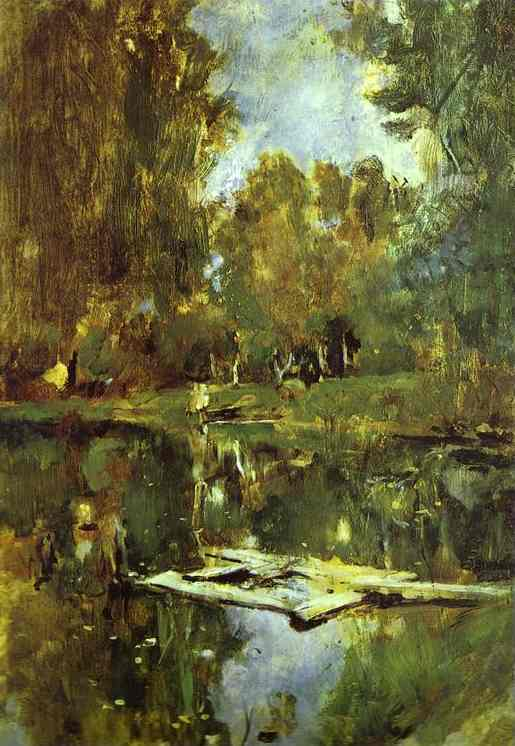
アブラムトセフ池　1886年
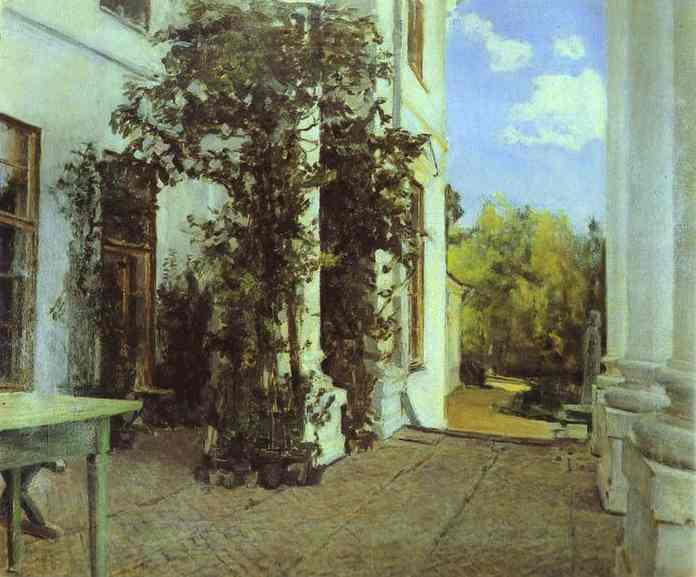
テラス　1880年代
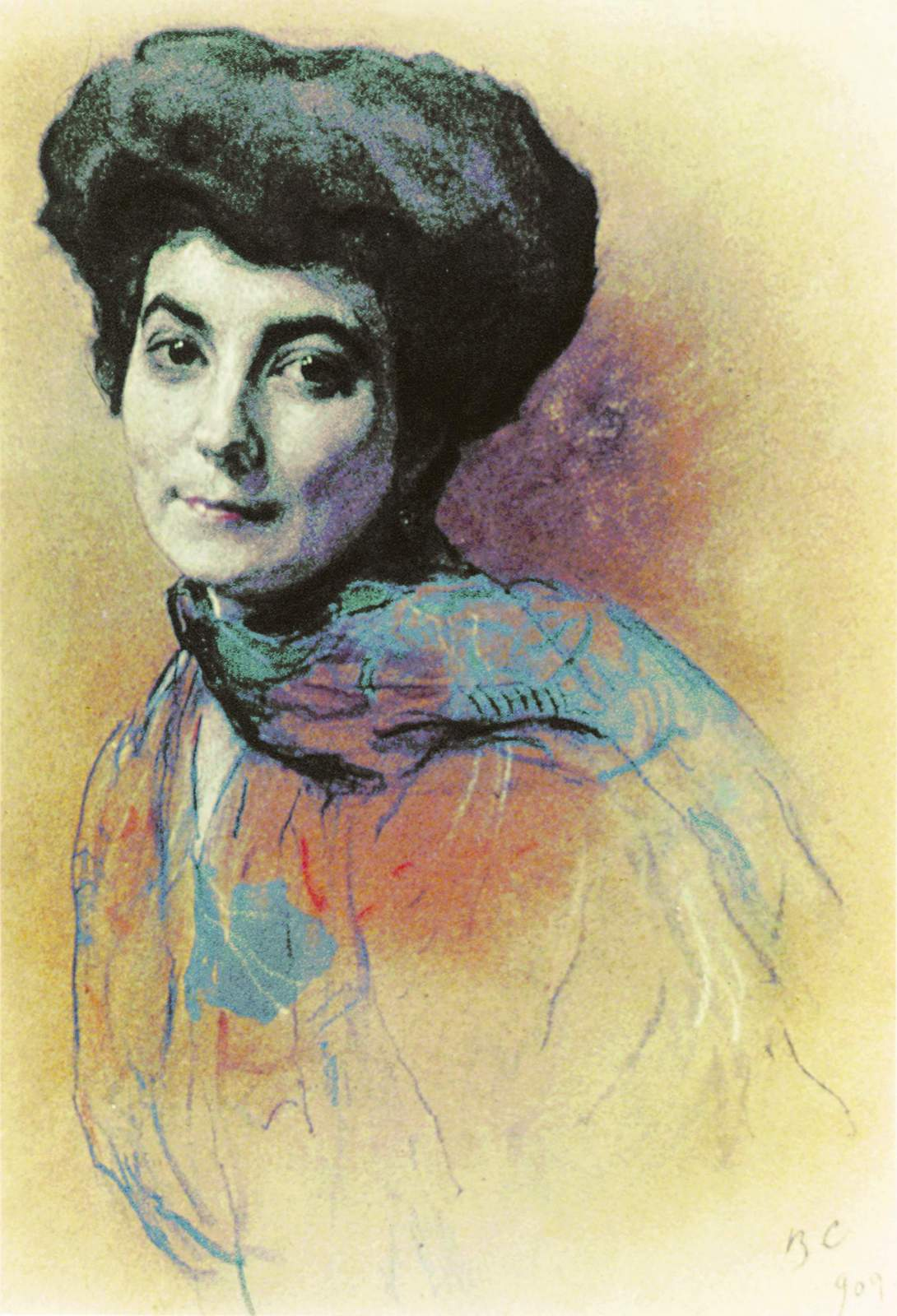
エレーナ・レーリヒ 1909年
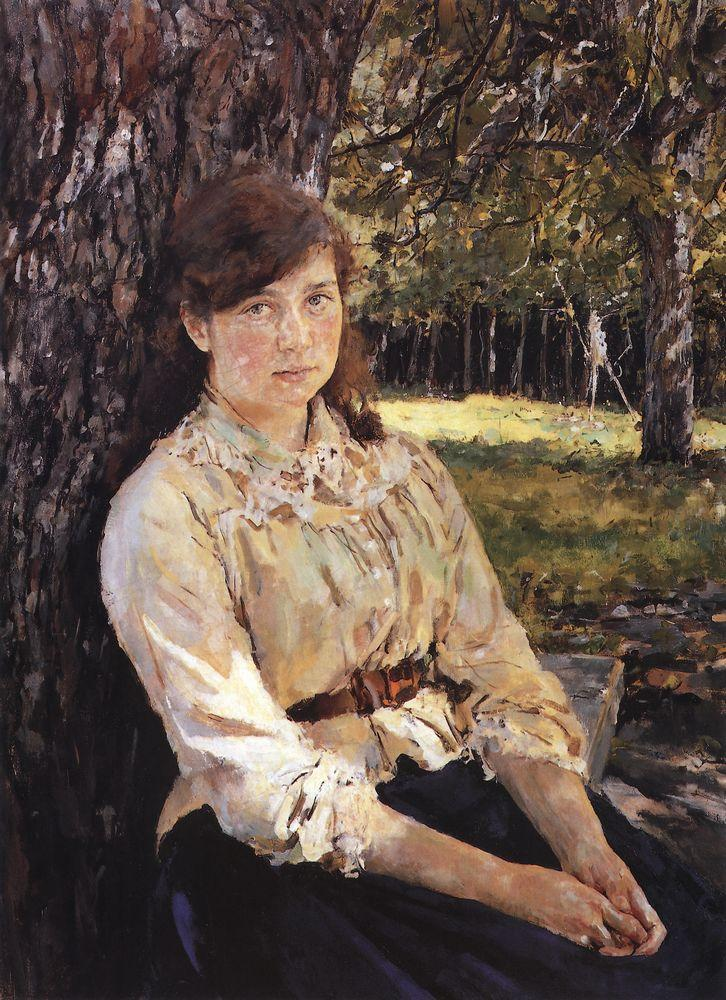
『陽光を浴びる少女』、マリヤ・シモノヴィッチの肖像、1888年
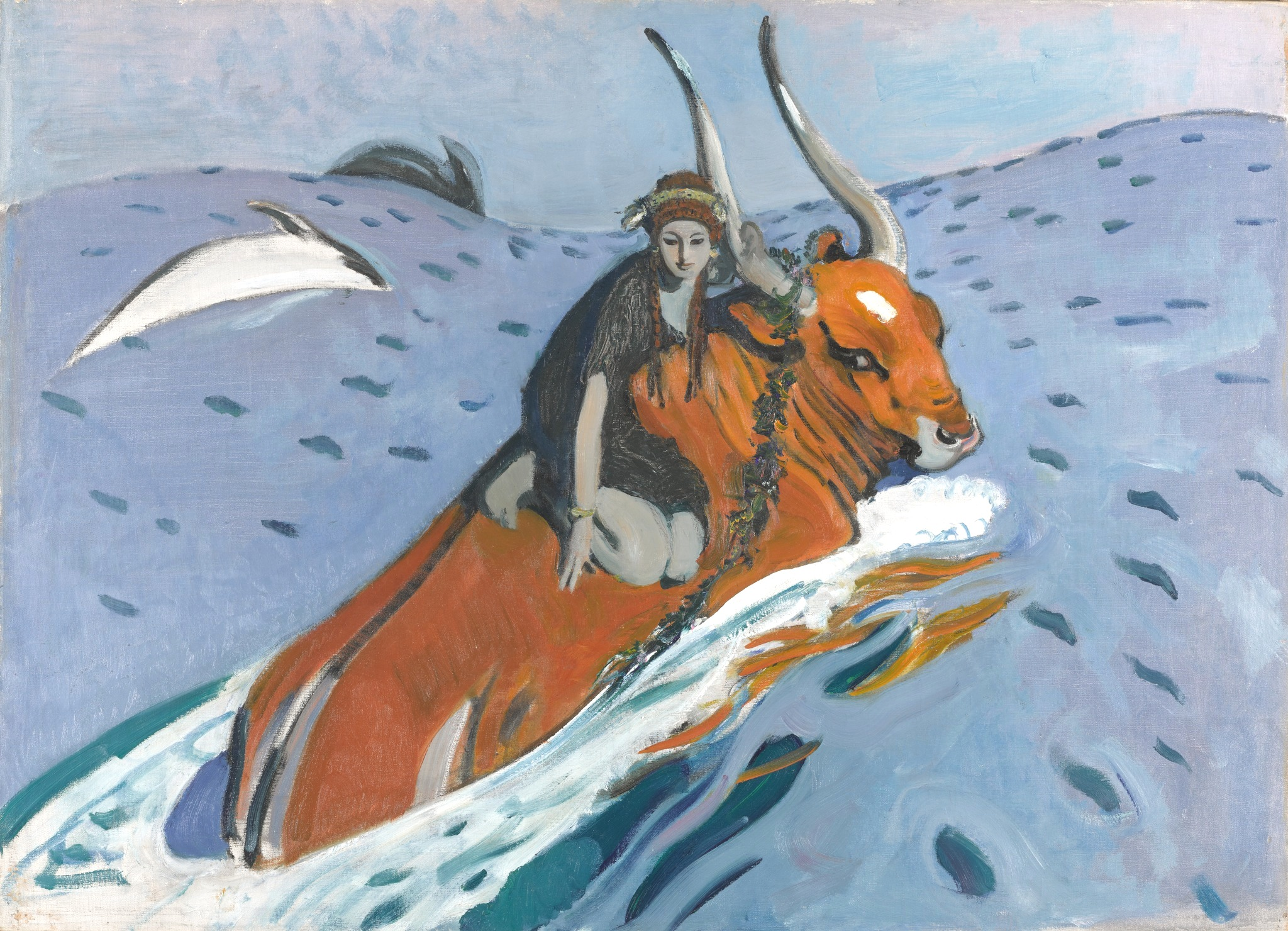
『エウロペの誘拐』